# الأرض
الأَرْض (رمزها: ) هي ثالث كواكب المجموعة الشمسية بعدًا عن الشمس بعد عطارد والزهرة، وتُعتبر من أكبر الكواكب الأرضية وخامس أكبر الكواكب في النظام الشمسي، وذلك من حيث قطرها وكتلتها وكثافتها، ويُطلق على هذا الكوكب أيضًا اسم العالم.

22 صورة للأرض تم التقاطها من الفضاء عبر القمر الصناعي ديسكفر.

تعتبر الأرض مسكنًا لملايين الأنواع  من الكائنات الحية، بما فيها الإنسان؛ وهي المكان الوحيد المعروف بوجود حياة عليه في الكون. تكونت الأرض منذ حوالي 4.54 مليار سنة، وقد ظهرت الحياة على سطحها بين حوالي 3,5 إلى 3,8 مليارات سنة مضت. ومنذ ذلك الحين أدى الغلاف الحيوي للأرض إلى تغير الغلاف الجوي والظروف غير الحيوية الموجودة على الكوكب، مما سمح بتكاثر الكائنات التي تعيش فقط في ظل وجود الأكسجين وتكوّن طبقة الأوزون، التي تعمل مع المجال المغناطيسي للأرض على حجب الإشعاعات الضارة، مما يسمح بوجود الحياة على سطح الأرض. تحجب طبقة الأوزون الأشعة فوق البنفسجية، ويعمل المجال المغناطيسي للأرض على إزاحة وإبعاد الجسيمات الأولية المشحونة القادمة من الشمس بسرعات عظيمة ويبعدها في الفضاء الخارجي بعيدا عن الأرض، فلا تتسبب في الإضرار بالكائنات الحية.
أدت الخصائص الفيزيائية للأرض والمدار الفلكي المناسب التي تدور فيه حول الشمس حيث تمدها بالدفء والطاقة ووجود الماء إلى نشأة الحياة واستمرار الحياة عليها حتى العصر الحالي، ومن المتوقع أن تستمر الحياة على الأرض لمدة 1.2 مليارات عام آخر، يقضي بعدها ضوء الشمس المتزايد على الغلاف الحيوي للأرض، حيث يعتقد العلماء بأن الشمس سوف ترتفع درجة حرارتها في المستقبل وتتمدد وتكبر حتى تصبح عملاقًا أحمرَ ويصل قطرها إلى كوكب الزهرة أو حتى إلى مدار الأرض، على نحو ما يروه من تطور للنجوم المشابهة للشمس في الكون عند قرب انتهاء عمر النجم ونفاذ وقوده من الهيدروجين. عندئذ تنهي حرارة الشمس المرتفعة الحياة على الأرض. هذا إذا لم يحدث لها حدث كوني آخر قبل ذلك - كانفجار نجم قريب في هيئة مستعر أعظم - ينهي الحياة عليها.
يعيش أكثر من 8 مليار شخص على الأرض، وتعمل موارد الأرض المختلفة على إبقاء جمهرة عالمية ضخمة من البشر، الذين يقتسمون العالم فيما بينهم ويتوزعون على حوالي 200 دولة مستقلة، وطوّر البشر مجتمعات وحضارات وثقافات متنوعة، ويتفاعلون مع بعضهم البعض بأساليب متنوعة تشمل التواصل الدبلوماسي السياحة التجارة والقتال العسكري أيضًا. ظهر في الثقافة البشرية نظريات وتمثيلات مختلفة للأرض، فبعض الحضارات القديمة جسدتها كإلهة، والبعض اعتقدها مسطحة، وقال آخرون أنها مركز الكون، والمعتقد السائد حاليًا ينص على أن هذا الكوكب هو عبارة عن بيئة متكاملة تتطلب إشراف الإنسان عليها لصيانتها من الأخطار التي تهددها، والتي من شأنها أن تهدد الإنسان نفسه في نهاية المطاف.

## الكرة الأرضية
توجد الأرض في مجموعة كواكب المجموعة الشمسية، والمجموعة الشمسية نفسها واحدة من ضمن مئات المليارات من النجوم التي تشكل مجرة درب التبانة أو درب اللبانة. المنطقة التي تميز كوكب الأرض حول الشمس عن غيرها هي منطقة تعرف بأنها نطاق صالح للسكن، بمعنى أن بـُعد الأرض عن الشمس الذي يبلغ نحو 150 مليون كيلومتر ومدار الأرض حول الشمس في فلك دائري يجعل عليها درجات حرارة مناسبة ليست بالمرتفعة كثيرا وليست باردة جدا بحيث تلائم نشأة حياة واستمرارها عليها. بالإضافة إلى ذلك حجم مناسب للأرض يجعلها تحتفظ بغلافها الجوي ووجود الماء عليها، ووجود غاز الأوزون في جو الأرض الذي يحمي الأحياء عليها من الأشعة فوق البنفسجية الضارة، علاوة على مجالها المغناطيسي الذي يحميها من الجسيمات الأولية السريعة التي تأتي مع الرياح الشمسية فتهدد سلامة الأحياء على الأرض.
ينقسم السطح الخارجي للأرض إلى عدة أجزاء:
القشرة الأرضية الصلبة، التي تصل إلى عمق نحو خمسين كيلومتر، والغلاف الأرضي الذي تصل سماكته إلى 4000 كيلومتر، ونواة الأرض المركزية الصلبة المكونة من الحديد والنيكل. ويوجد الغلاف الأرضي في حالة سائلة موصلة للكهرباء متحركة بحيث ينشأ عن حركتها المجال المغناطيسي للأرض. وتتسم القشرة الأرضية بأنها تطفو فوق الغلاف الأرضي المنصهر. وتنقسم القشرة الأرضية إلى عدد من الصفائح التكتونية العظيمة، ظهرت تدريجيًا على سطح الأرض بسبب برودتها بالتدريج عبر ملايين السنين. تطفو تلك القشرة الرقيقة نسبيا فوق ما يسمى بالغلاف الأرضي وهو الجزء الكبير من كتلة الأرض ويتكون من صهارة شديدة السخونة توجد تحت القشرة بدرجة حرارة تبلغ نحو 1700 درجة مئوية ويزداد معدلها مع الاقتراب من مركز الأرض الحديدي. تنفذ تلك الصهارة في جهات مختلفة على الأرض من القشرة مكونة ما يعرف بالبراكين. تغطي المياه نحو 71% من سطح الأرض في المحيطات وهي مياه مالحة تعم بالحياة المائية، بينما يتكون الجزء الباقي من القارات، والجزر، والأنهار، ذات المياه العذبة الضرورية للحياة على اليابسة بجميع أشكالها من نبات وحيوان.
ولم تثبت حتى الآن وجود حياة على سطح أي كوكب من الكواكب الأخرى، إلا أن المسبارات التي هبطت على سطح كوكب المريخ ربما تنوه بوجود حياة في صورة كائنات بدائية لم تتطور كثيرا قبل أن تنتهي الحياة المزعومة على سطح المريخ بعد تدهور الأحوال الجوية عليه. ويفسر بعض العلماء صور المسبار بقولهم أن هناك احتمال لوجود الحياة على المريخ في الماضي، ولكن الفصل في هذا الشأن يحتاج إلى مجهودات ضخمة، وأرسال أجهزة ومعدات في استطاعتها القيام بتحليل العينات أو العودة بها إلى الأرض لدراستها وتحليلها.
يحتوي باطن الأرض النشط على طبقة وسطى سميكة، تصل في سمكها إلى حوالي 4000 كيلومتر، وهي تشكل الغلاف الأرضي، وهو سائل صلب نسبيًا، ويقسمه العلماء إلى لب خارجي سائل عالي اللزوجة، يخرج أحيانا في صورة صهارة إلى سطح الأرض عندما تنشط البراكين. ويوجد ذلك اللب الخارجي في حركة دائمة تعمل على توليد المجال المغناطيسي للأرض. أما اللب الداخلي فصلب شديد الكثافة، وتزداد نسبة كثافته مع ازدياد الاقتراب من النواة المركزية للأرض، وهي تصل إلى حوالي 7 غرامات/سنتيمتر مكعب، ويتكون اللب الداخلي من الحديد والنيكل بشكل أساسي، وتتخذ نواة الكرة الأرضية شكلاً كرويًا يصل نصف قطرها إلى حوالي 2000 كيلومتر.
بالإضافة إلى ذلك، فإن كوكب الأرض يتأثر مع الكواكب الموجودة في الفضاء الخارجي وبصفة خاصة الشمس حيث يدور في فلكها والقمر، الذي يدور في فلك حول الأرض. وفي الوقت الحاضر، تدور الأرض حول الشمس مرة كل 365.26 يوم، وذلك بالإضافة إلى دورانها حول محورها. ويطلق على هذه الفترة من الوقت لدورتها حول الشمس «السنة الفلكية» التي تعادل 365.26 يوم شمسي. هذا ويميل محور دوران الأرض حول نفسها بمقدار 23.4 درجة عن العمودي على مستوى مدارها حول الشمس، مما ينتج عنه تنوع الفصول على سطح الكوكب.
تتميز الأرض بوجود تابع طبيعي وحيد لها هو «القمر»، الذي بدأ في الدوران حولها منذ 4.53 مليار عام. ويترتب على دوران القمر حول الأرض بروز ظاهرة المد والجزر، الذي يحدث في المسطحات المائية، والحفاظ على ثبات ميل محور الأرض والبطء التدريجي في دورانها. تأثر سطح الأرض بالكويكبات التي سقطت عليه خلال الفترة الممتدة بين 4.1 و 3.8 مليارات سنة تقريبًا مما أدى إلى تغيرات في بيئة السطح.

هذا وتعتبر الموارد المعدنية لكوكب الأرض والموارد الموجودة في نطاق الغلاف الحيوي من المصادر المساهمة في توزيع السكان على الأرض. ويتركز سكان الأرض في حوالي 200 دولة تتمتع كل منها بسيادة مستقلة لأراضيها، وتتعامل هذه الدول مع بعضها البعض من خلال العلاقات الدبلوماسية والسياحية والتبادل التجاري والعلاقات العسكرية. وهناك العديد من وجهات النظر التي تبنتها الثقافات البشرية المختلفة عن كوكب الأرض، من بينها تقديس الأرض إلى حد العبودية. وساد في الماضي الاعتقاد بأن الأرض مسطحة، ولم يكتشف الإنسان كروية الأرض إلا في العصور الوسطى بعدما تحسنت وسائله العلمية، رغم أن علماء المسلمين قاطبة أجمعوا على أن الأرض كروية حيث يقول ابن حزم (ت 456 هـ):
 وتَسمح البيئة على الأرض بالحياة بسبب بعدها المناسب عن الشمس، ووجود الماء والأكسجين والكربون والنيتروجين التي تكون المادة الحية، وهي بيئة متكاملة تحتاج إلى الحفاظ عليها، وعدم اضرارها فتفقد حياة البشر نضورها وقوتها على البقاء، وقد تختفي أيضا بعض الأحياء الأخرى بسبب استغلال الإنسان لثروات الأرض بدون حساب.

## التسلسل الزمني للأحداث التي وقعت على كوكب الأرض

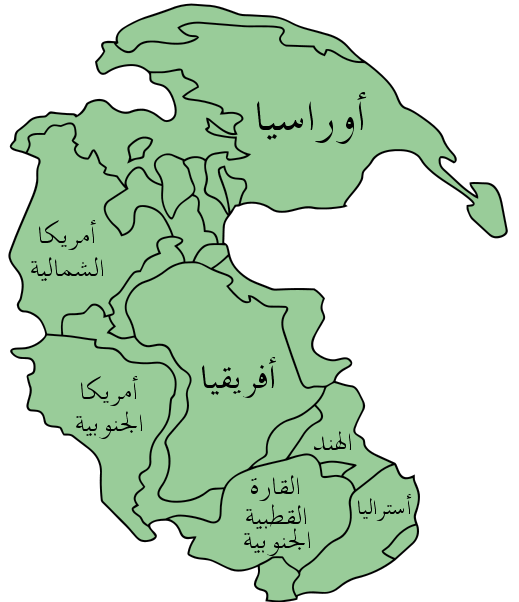
خريطة لقارة بانجيا العظمى قبل نحو 250 مليون سنة مضت.

استطاع العلماء جمع معلومات مفصلة عن العهود الماضية لكوكب الأرض؛ حيث يرجع تاريخ بداية النظام الشمسي إلى حوالي 4.5672±0.0006 مليار سنة، ومنذ 4.54 مليار عام(وهذه المعلومة غير مؤكدة بنسبة 1%) تكونت الأرض والكواكب الأخرى الموجودة في النظام الشمسي من سديم شمسي – عبارة عن كتلة قرصية الشكل من الغبار والغاز تبقت من تكون الشمس. وقد اكتمل تكوّن الأرض عن طريق هذه الأجزاء الخارجية في غضون فترة تتراوح ما بين 10 و 20 مليون عام. وفي بادئ الأمر كانت الأرض منصهرة، ثم بردت طبقتها الخارجية؛ لكي تكوّن قشرة صلبة وذلك عندما بدأت المياه تتراكم في الغلاف الجوي للأرض. ثم تكوّن القمر بعد ذلك بوقت قريب، وذلك عندما اصطدم جرم سماوي ـ في حجم كوكب المريخ (أحيانًا يطلق عليه «فرضية تأثير الارتطام بالجسم العملاق») تمثل كتلته 10% من كتلة كوكب الأرض، ـ بالأرض في صدمة عارضة. وبعد ذلك اندمجت أجزاء من هذا الجرم السماوي مع كوكب الأرض، وتناثرت أجزاء منه في الفضاء، ولكن أجزاء من هذا الجرم استقرت في مدار وكونت القمر.
وقد نتج عن النشاط البركاني وانبعاث الغازات من كوكب الأرض تكون الغلاف الجوي الأساسي للكوكب. وقد تكونت المحيطات من تكثف بخار الماء الذي يزيد بفعل الثلوج والمياه السائلة التي تحملها الكويكبات والكواكب الأصلية الأكبر حجمًا والمذنبات وأي كوكب في النظام الشمس يدور حول الشمس على مسافة أبعد من نبتون. هذا وقد تم اقتراح احتمالين أساسيين لشكل تطور القارات: الأول هو التطور الثابت الذي ما زال مستمرًا حتى العصر الحالي، والثاني هو تطور سريع مبدئي حدث في فترة مبكرة من تاريخ الأرض. وقد أوضحت الأبحاث أن النظرية الثانية هي الأقرب للصواب، فقد حدث تطور سريع ومبدئي لقشرة القارات الأرضية، تلاه تطور ثابت على المدى البعيد للمنطقة القارية. وإذا قيس ذلك بمقياس الزمن، فإنه قد استمر على مدى مئات الملايين من السنين؛ حيث أن سطح كوكب الأرض قد أعاد تشكيل نفسه بشكل مستمر حيث تكونت القارات، ثم انفصلت بعد ذلك. فالقارات تباعدت وتزحزحت على سطح الأرض ولكنها كانت تتجمع في بعض الأحيان مرة أخرى لكي تكوّن قارة كبيرة. وتعتبر قارة «رودينيا» إحدى أقدم القارات الكبيرة التي ظهرت منذ 750 مليون سنة تقريبًا، ثم بدأت أجزائها في الانفصال. ثم بعد ذلك تجمعت القارات مرة أخرى لكي تكون القارة العظمى «بانوتيا»، وذلك خلال الفترة الممتدة بين 600 و 540 مليون عام، ثم تكونت في النهاية قارة بانجيا، التي انفصلت أجزاؤها منذ 180 مليون عام مضت.

### نشأة الحياة على كوكب الأرض

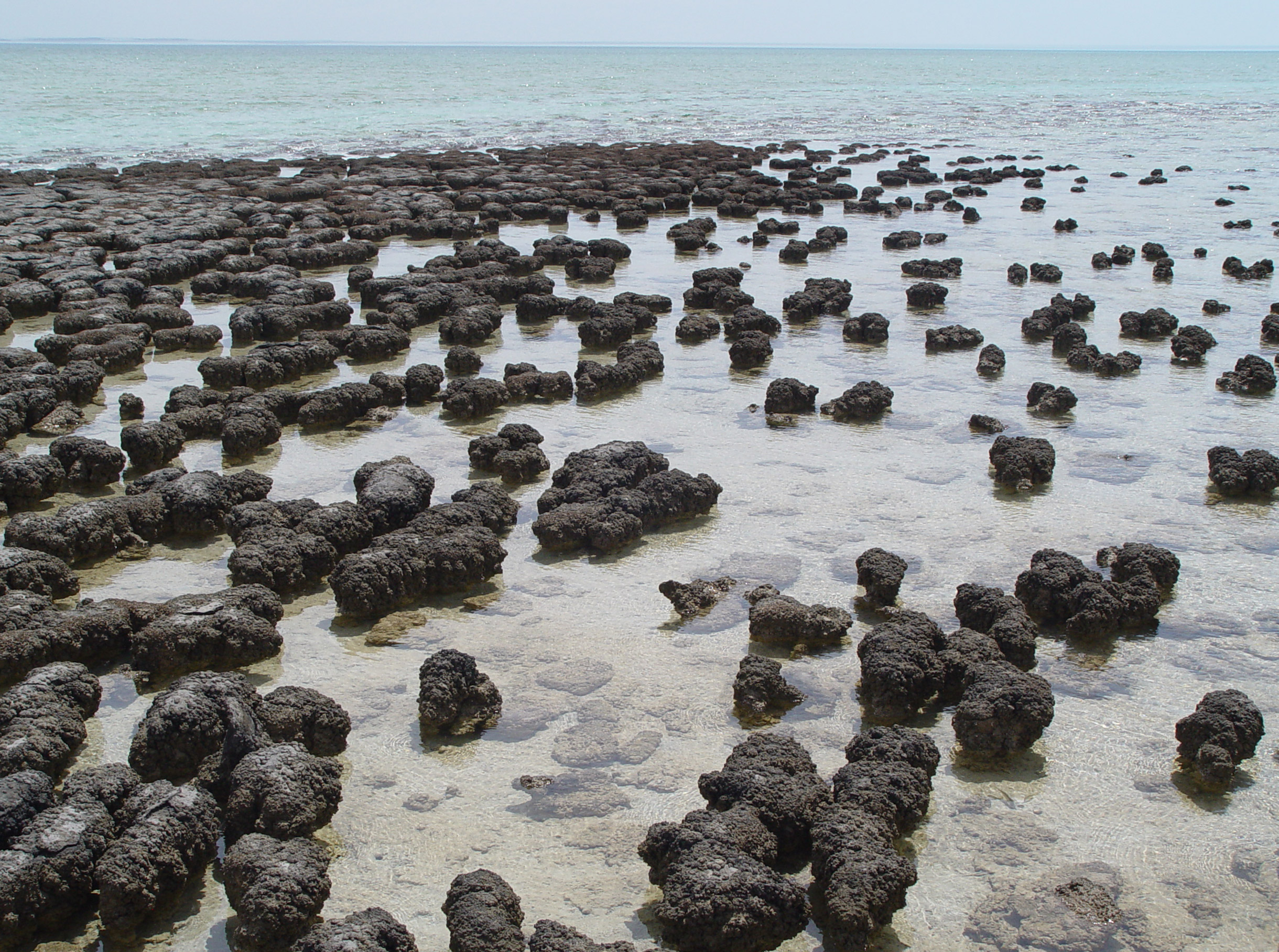
الفرش الصخرية، إحدى أقدم أشكال الحياة الباقية على سطح الأرض.

يعتبر كوكب الأرض، حتى الوقت الحالي، الكوكب الوحيد الذي توجد عليه بيئة عامرة بأسباب الحياة. فمنذ حوالي 4 مليارات سنة، نتج عن التفاعلات الكيميائية المليئة بالطاقة التي حدثت على كوكب الأرض جزئيات لديها القدرة على مضاعفة نفسها، ثم بعد مرور نصف مليار سنة تقريبًا، نشأ الكائن الحي أو السلالة التي تطورت منها الأنواع اللاحقة على سطح الأرض. إن التخليق الضوئي (تخليق مركبات كيميائية في الضوء) يسمح باستغلال الطاقة الناتجة عن الشمس بشكل مباشر في الحياة بجميع أشكالها؛ حيث يتراكم الأكسجين الناتج عن هذه العملية في الغلاف الجوي مكونًا طبقة الأوزون (O3) في الجزء العلوي من الغلاف الجوي. هذه النظرية توضح أصل الميتوكندوريا والبلاستيدات (أجزاء الخلايا النباتية المحتوية على الكلوروفيل) والتي تعتبر وحدات فرعية مكونة لخلايا إيوكاريوت (التي تفتقر إلى النواة والغشاء النووي). ينتج عن اندماج الخلايا الصغيرة داخل الخلايا الكبيرة تكوين خلايا معقدة يطلق عليها خلايا حقيقية النواة (أي أنها تتميز بنواة واحدة). وتتخذ الكائنات ـ متعددة الخلايا الحقيقية ـ والتي تكونت في شكل خلايا داخل مستعمرات سمات أكثر خصوصية. وبفضل امتصاص طبقة الأوزون للأشعة فوق البنفسجية الضارة، فقد استقرت الحياة على سطح كوكب الأرض.

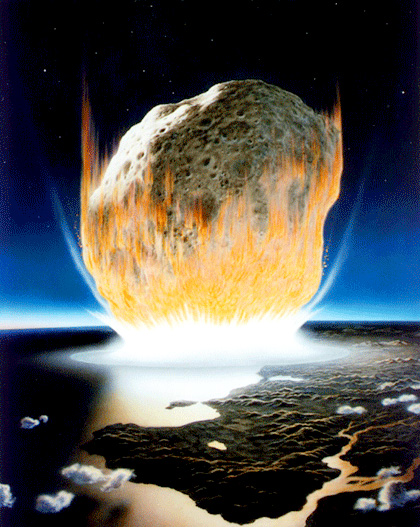
اصطدام الكويكب الذي يُعتقد أنه سبّب انقراض العصر الطباشيري.

خلال عقد الستينات من القرن العشرين، افترض بعض العلماء أن عاصفة ثلجية شديدة قد هبت على الأرض خلال الفترة الممتدة بين 750 و 580 مليون سنة، وذلك أثناء العصر الفجري الحديث، مما أدى إلى تغطية معظم أجزاء الكوكب بصفائح أو ألواح من الجليد. وقد تم إطلاق مصطلح «الأرض كرة ثلجية» على هذا الافتراض، ويحظى هذا الحدث باهتمام كبير؛ لأنه يسبق الإنفجار الكمبري، أي عندما بدأت الكائنات متعددة الخلايا في الظهور على سطح كوكب الأرض.
وعقب الانفجار الذي حدث في العصر الكمبري، منذ حوالي 535 مليون سنة، حدثت خمسة حالات انقراض كبرى. وكان آخر حدث انقراض قد وقع منذ 65 مليون سنة، عندما أدى اصطدام حجر نيزكي بالأرض إلى انقراض الديناصورات والزواحف الأخرى الكبيرة، ولكن بقيت الحيوانات الصغيرة مثل الثدييات، التي كانت تشبه في ذلك الوقت الزبابة (حيوانات آكلة الحشرات شبيهة بالفأر). وقد اختلفت وتنوعت أشكال الثدييات على مدى 65 مليون سنة، فقد استطاعت إحدى أسلاف الإنسان، الشبيه بالقرود، الوقوف على ساقيها منتصبةً منذ ملايين السنيين وفقًا لنظرية داروين، وقد أدى ذلك إلى تطور مقدرتها على استخدام الأدوات وتشجيع التواصل بين الأفراد منها ـ مما ساهم بدوره في ارتفاع كفائة توفير الغذاء وأوجد التحفيز الملائم، الذي ساعد في نهاية المطاف على زيادة حجم المخ، ووصول الإنسان إلى ما هو عليه اليوم وفق هذه النظرية. وفي الوقت نفسه، أدى ظهور النشاط الزراعي والحضارات إلى أن يخلف الإنسان تأثيرًا كبيرًا على الأرض خلال فترة قصيرة، لم يحدث أن مثلها من قبل ـ الأمر الذي أدى تباعًا إلى التأثير على أشكال الحياة الأخرى من حيث الطبيعة والكم.
بدأ النمط الحالي للعصور الجليدية منذ حوالي 40 مليون سنة، ثم تكاثف خلال العصر الحديث الأقرب منذ حوالي 3 ملايين سنة. ومنذ ذلك الحين خضعت المناطق القطبية لدورات متكررة من هطول وذوبان للجليد، تتكرر خلال فترة تمتد بين كل 40 و 100.000 عام، وقد انتهى العصر الجليدي الأخير منذ 10,000 سنة.

### المستقبل
يرتبط مستقبل كوكب الأرض بشكل كبير بمستقبل الشمس. فمثلاً، يترتب على التراكم المطرد لعنصر الهيليوم والعناصر الثقيلة الأخرى في جوف الشمس زيادة بطيئة في الإضاءة الكلية للشمس؛ حيث ستزيد إضاءة الشمس بنسبة 10% على مدى 1.1 مليار سنة قادمة، وبنسبة 40% على مدى 3.5 مليارات سنة قادمة. وجدير بالذكر أن الأبحاث المتعلقة بالأحوال المناخية تدل على أن ارتفاع نسبة الإشعاعات التي تصل إلى الأرض قد ينتج عنها عواقب وخيمة، ومن بين هذه العواقب الفقد المحتمل للمسطحات المائية الموجودة على كوكب الأرض. يعمل ارتفاع درجة حرارة سطح الأرض على تسريع دورة ثاني أكسيد الكربون غير العضوية والتقليل من مستوى تركيزها ليصل بها إلى مستويات تؤدي إلى هلاك النباتات (10 أجزاء في المليون ـ PPMـ للتمثيل الضوئي C4) في غضون 900 مليون سنة. بالإضافة إلى ذلك، فإن عدم وجود نباتات على سطح الأرض سيؤدي إلى انعدام الأكسجين في الغلاف الجوي، وبذلك، فإن الحيوانات ستنقرض في خلال عدة ملايين أخرى من السنيين. ولكن حتى إذا كانت الشمس خالدة ولن تمر بأية تغيرات، فإن التبريد المستمر الذي يحدث لجوف الأرض سيؤدي إلى فقدها لمعظم غلافها الجوي والمحيطات الموجودة عليها، وذلك نتيجة قلة النشاط البركاني. وبعد مرور مليار سنة أخرى فإن جميع المسطحات المائية ستختفي، وسيصل الحد الأدنى لدرجة حرارة الكون إلى 70 درجة مئوية. ومن المتوقع أن تصبح الأرض صالحة للحياة عليها لمدة حوالي 500 مليون سنة أخرى فقط.

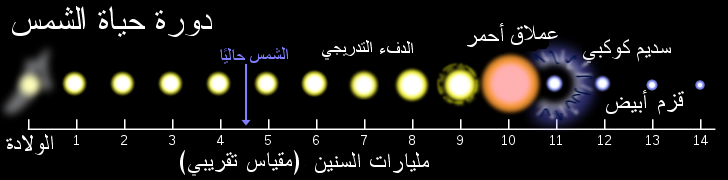
دورة حياة الشمس.

يقول العلماء أن الشمس ستصبح نجمًا عملاقًا أحمر، كجزء من تطورها، في غضون 5 مليارات سنة. فقد أوضحت الدراسات أن الشمس سيتمدد حجمها بنسبة تعادل حوالي 250 مرة من نصف قطرها الحالي، أي ما يعادل تقريبًا حوالي وحدة فلكية واحدة (150,000,000 كم)، أي أن نصف قطرها سوف يطل على الأرض، ولكن بحلول ذلك الوقت ستكون الحياة على الأرض قد انتهت منذ مئات ملايين السنين، ذلك لأن الحياة على الأرض لا تتحمل ارتفاع كبير في دراجات الحرارة يفوق تلك الموجودة حاليًا. وبما أن الشمس ستصبح نجمًا عملاقًا أحمر، فإنها ستفقد تقريبًا 30% من كتلتها، وبذلك فمن غير وجود تأثيرات مدية وجزرية، ستتحرك الأرض إلى مدار يقع على بعد 1.7 وحدات فلكية (250.000.000 كيلومتر) من الشمس عندما يصل النجم إلى أقصى نصف قطر له. وبناءً على ذلك، فإنه من المتوقع، أن تهرب الأرض من الغلاف المحيط بها وذلك بفعل تمدد الغلاف الجوي الخارجي غير الكثيف الذي يحيط بالشمس. وبذلك فإن معظم، إن لم يكن كل، مظاهر الحياة المتبقية على سطح الأرض ستتدمر بسبب ضوء الشمس المتزايد. بينما أشارت دراسة أحدث من الدراسة السابقة، إلى أن مدار الأرض سيهلك بسبب تأثيرات المد والجزر على الأرض مما سيؤدي إلى دخولها إلى الغلاف الجوي للنجم الأحمر العملاق وهلاكها.

## تكوين كوكب الأرض وتركيبه
تعتبر الأرض كوكبًا أرضيًا، مما يعني أنها عبارة عن جسم صخري، وليست جسمًا غازيًا عملاقًا مثل كوكب المشتري. كما أنها تعتبر أكبر الكواكب الأرضية الأربعة الموجودة في النظام الشمسي، من حيث الحجم والكتلة. بالإضافة إلى ذلك، فإن كوكب الأرض يتمتع من بين هذه الكواكب الأربعة أيضًا بأعلى نسبة كثافة وأعلى مستوى من الجاذبية على سطحها وأقوى مجال مغناطيسي وأسرع دوران. فضلاً عن أنه الكوكب الأرضي الوحيد التي توجد عليه ألواح تكتونية نشطة.

### شكل كوكب الأرض
إن شكل كوكب الأرض قريب جدًا من الشكل الكروي المفلطح، فهي جسم كروي مفلطح عند القطبيين، ومنبعج عند خط الاستواء. وينتج عن هذا الانبعاج دوران كوكب الأرض، كما أنه يتسبب في أن قطر الأرض عند خط الاستواء يكون أكبر من قطرها عند القطبين بحوالي 43 كم. هذا ويكون متوسط قطر الجسم الكروي المرجعي حوالي 12,742 كم، الذي يعادل تقريبًا 40,000 كم/TT؛ حيث أن المتر كان يساوي في الأصل 1/10.000.000 من المسافة الواقعة بداية من خط الاستواء وحتى القطب الشمالي عبر مدينة باريس في فرنسا.

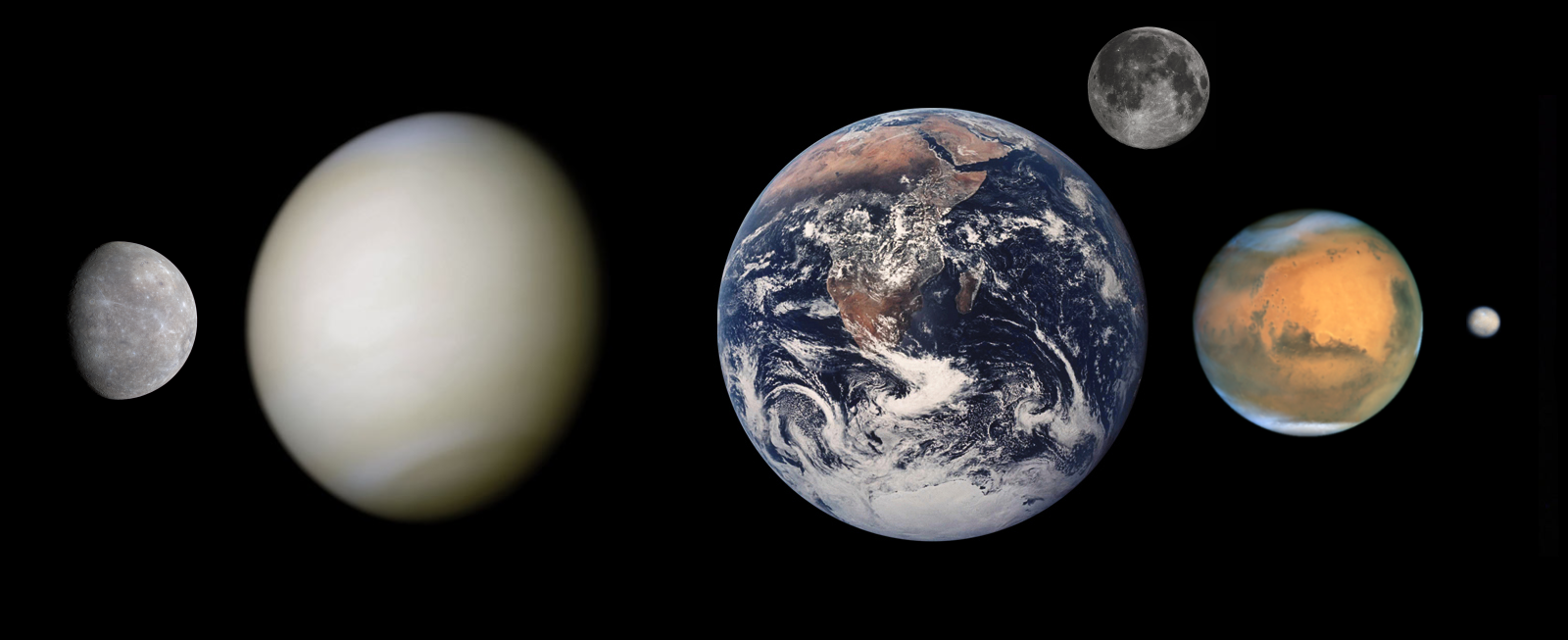
مقارنة بين حجم الكواكب الداخلية (من اليسار إلى اليمين): عطارد والزهرة والأرض والمريخ.

وجدير بالذكر أن الطبوغرافيا المحلية تختلف عن هذا الشكل الكروي المثالي، على الرغم من أن هذه الاختلافات بسيطة على النطاق الكوني: فالأرض لها معدل تفاوت حوالي جزء من أصل 584، أو 0.17% من الجسم الكروي المرجعي، وهي نسبة أقل من 0.22% من نسبة التفاوت المسموح بتواجده بين كرات البلياردو. هذا وتتمثل أكبر معدلات تفاوت أو انحراف محلية في السطح الصخري لكوكب الأرض في قمة إيفرست (التي يصل ارتفاعها إلى 8,848 متر عن سطح البحر)، وكذلك في منخفض ماريانا (الذي يصل انخفاضه إلى 10,911 متر تحت سطح البحر). وبسبب انبعاج الكرة الأرضية عند خط الاستواء، فإن جبل شيمبورازو الذي يقع في الإكوادور يعتبر أبعد جزء عن مركز الأرض.
| المركب                | الصيغة   | التركيب |
| --------------------- | -------- | ------- |
| السيليكا              | SiO2     | 59.71 % |
| الألومينا             | Al2O3    | 15.41 % |
| الجير                 | CaO      | 4.90 %  |
| المغنيسيا             | MgO      | 4.36 %  |
| أكسيد الصوديوم        | Na2O     | 3.55 %  |
| ثاني أكسيد الحديد     | FeO      | 3.52 %  |
| أكسيد البوتاسيوم      | K2O      | 2.80 %  |
| ثالث أكسيد الحديد     | Fe2O3    | 2.63 %  |
| ماء                   | H2O      | 1.52 %  |
| ثاني أكسيد التيتانيوم | TiO2     | 0.60 %  |
| خماسي أكسيد الفسفور   | P2O5     | 0.22 %  |
| الإجمالي              | الإجمالي | 99.22 % |

### التكوين الكيميائي لكوكب الأرض
تزن كتلة كوكب الأرض حوالي 5.98×1024 كيلوغرام تقريبًا، ويتكون معظمها من الحديد (32.1%) والأكسجين (30.1%) والسليكون (15.1%) والماغنسيوم (13.9%) والكبريت (2.9%) والنيكل (1.8%) والكالسيوم (1.5%) والألمونيوم (1.4%)، أما الجزء المتبقي، الذي يمثل 1.2%، فيتكون من كميات قليلة من عناصر أخرى. وحيث أن العناصر الأثقل حجمًا تنجذب نحو المركز في حين أن العناصر الأخف حجمًا تبعد نحو المركز فيما يعرف باسم «الفصل بين النجوم» أو «إعادة توزيع النجوم»، يعتقد البعض أن عنصر الحديد هو المكون الأساسي للب الأرض؛ حيث تصل نسبته إلى 88.8%، وذلك مع كميات قليلة من النيكل بنسبة 5.8% والكبريت بنسبة 4.5% وأقل من 1% من عناصر أخرى.
هذا وقد أوضح عالم الكيمياء الأرضية «فرانك ويغلسورث كلارك» أن أكثر من 47% من القشرة الأرضية يتكون من الأكسجين. وتعتبر كل المكونات الصخرية الأكثر شيوعًا والتي تتكون منها القشرة الأرضية هي عبارة عن أكسيدات تقريبًا، أما الكلور والكبريت والفلور فتعتبر من العناصر المهمة المستثناة من ذلك فقط، وعادة ما تمثل الكمية الإجمالية منها في أي صخرة أقل من 1% بكثير. هذا وتشتمل الأكسيدات الأساسية على السليكا والألومنيا وأكسيدات الحديد والجير والمغنيسيا والبوتاس والصودا. وجدير بالذكر أن السليكا تعمل بشكل أساسي كحمض وتساهم في تكون السليكات، كما أن كل العناصر المعدنية الشائعة في الصخور البركانية تتمتع بهذه الخصائص أيضًا. وقد استنتج كلارك، من خلال إحصائية اعتمدت على 1,6729 دراسة تحليلية لجميع أنواع الصخور، أن 99.22% من هذه الصخور يتكون من أكسيدات، بينما توجد العناصر الأخرى بكميات قليلة جدًا.

### البنية الداخلية للأرض
ينقسم الجزء الداخلي من كوكب الأرض، مثله في ذلك مثل غيره من الكواكب الأخرى، إلى عدة طبقات، وذلك طبقًا للخصائص الكيميائية أو الريولوجية (علم الجريان) ـ ذلك العلم المعني بحالات المادة وما يحدث فيها من حيث اللزوجة والتمدد والتلدن بتأثير العوامل الخارجية الفيزيائية - فعند النظر إلى الطبقة الخارجية لكوكب الأرض من الناحية الكيميائية، يُلاحظ أنها عبارة عن قشرة صلبة رقيقة نسبيا يبلغ سمكها نحو 50 كيلومتر، تتميز بتكونها من معادن خفيفة نسبيا أغلبها السليكات. وتطفو تلك القشرة الخفيفة التي تحوي القارات والمحيطات والبحار فوق غلاف الأرض، وهو أشد كثافة عن مادة السطح ويتكون من مادة صلبة عالية اللزوجة. هذا ويفصل إنقطاع موهو -انقطاع زلزالي يفصل قشرة الأرض عن الوشاح الذي تحتها، ويستدل عنه من منحنيات الزمن الارتحالية التي تبين تعرض الموجات الزلزالية إلى زيادة مفاجئة في السرعة- بين القشرة الأرضية والوشاح الأرضي، كما أن سمك القشرة الأرضية يختلف من مكان إلى آخر؛ حيث يكون متوسط سمكها تحت المسطحات المائية 6 كيلومترات ويتراوح بين 30 و 50 كيلومتر في القارات. يُطلق على كل من القشرة الأرضية والجزء السطحي من الوشاح الأرضي العلوي الذي يتسم بالبرودة والصلابة اسم «الغلاف الصخري» أو «الغلاف الحجري»، وهو الذي تتكون منه الألواح التكتونية. ويقع أسفل الغلاف الصخري نطاق الانسياب (وهو جزء الوشاح العلوي تحت النطاق الصخري الجامد، وهذا الجزء لدن بالدرجة التي تسمح بالانسياب الصخري) الذي يعتبر بمثابة طبقة تتسم بلزوجة منخفضة نسبيًا يرتكز عليها الغلاف الصخري. هذا وقد ظهرت تغيرات مهمة في البنية البلورية التي تقع داخل الوشاح الأرضي وذلك على بُعد 410 و 660 كيلومتر أسفل سطح الأرض، تلك المسافة التي تمثل نطاقًا انتقاليًا يفصل بين الوشاح الأرضي العلوي والوشاح الأرضي السفلي. وأسفل الوشاح الأرضي، يوجد لب خارجي سائل يتسم بلزوجة منخفضة للغاية أعلى اللب الداخلي الصلب. وقد يدور اللب الداخلي بسرعة زاوية (المعدل الزمني لتغير الإزاحة الزاوية) أعلى من السرعة التي تدور بها باقي أجزاء الكوكب، كما أن درجة حرارته تزيد بنسبة 0.1 إلى 0.5 درجات مئوية كل عام.
| [ 57 ]                                                                              |           |                   |                    |
| شريحة للبنية الداخلية للأرض تمتد من اللب وحتى الغلاف الخارجي (ليست وفقًا لمقياس رسم) | العمق كم  | طبقة المكون       | الكثافة غرام/ سم 3 |
| شريحة للبنية الداخلية للأرض تمتد من اللب وحتى الغلاف الخارجي (ليست وفقًا لمقياس رسم) | 0-60      | [ معلومة 3 ]      | --                 |
| شريحة للبنية الداخلية للأرض تمتد من اللب وحتى الغلاف الخارجي (ليست وفقًا لمقياس رسم) | 0-35      | ...               | 2.2-2.9            |
| شريحة للبنية الداخلية للأرض تمتد من اللب وحتى الغلاف الخارجي (ليست وفقًا لمقياس رسم) | 35-60     | ... الوشاح العلوي | 3.4-4.4            |
| شريحة للبنية الداخلية للأرض تمتد من اللب وحتى الغلاف الخارجي (ليست وفقًا لمقياس رسم) | 35-2890   | الوشاح            | 3.4-5.6            |
| شريحة للبنية الداخلية للأرض تمتد من اللب وحتى الغلاف الخارجي (ليست وفقًا لمقياس رسم) | 100-700   | ... نطاق الانسياب | --                 |
| شريحة للبنية الداخلية للأرض تمتد من اللب وحتى الغلاف الخارجي (ليست وفقًا لمقياس رسم) | 2890-5100 | اللب الخارجي      | 9.9-12.2           |
| شريحة للبنية الداخلية للأرض تمتد من اللب وحتى الغلاف الخارجي (ليست وفقًا لمقياس رسم) | 5100-6378 | اللب الداخلي      | 12.8-13.1          |

### حرارة الأرض
تنتج الحرارة الداخلية لكوكب الأرض من الحرارة المتخلفة من حركة الكواكب (وذلك بنسبة 20% تقريبًا) والحرارة الناتجة عن الاضمحلال الإشعاعي (وذلك بنسبة 80% تقريبًا). هذا ويعتبر البوتاسيوم-40 واليورانيوم-238 واليورانيوم-235 والثوريوم-232 من النظائر الأساسية المشعة باعثة الحرارة على كوكب الأرض، والجدير بالذكر أن الحرارة في مركز الأرض قد تزيد عن 7,000 كلفن، وقد يصل الضغط إلى 360 غيغاباسكال. ونظرًا لأن معظم حرارة الأرض تنتج عن الاضمحلال الإشعاعي، فقد اعتقد العلماء أنه في فترات مبكرة من تاريخ كوكب الأرض وقبل أن تنفد النظائر التي تتسم بأعمار نصفية قصيرة، كانت الحرارة التي تنتجها الأرض أعلى مما عليه الآن بكثير.
| [ 63 ]  |                                           |                         |                                                                                              |                                           |
| النظائر | الحرارة المنبعثة (حجم النظير بالكيلوغرام) | العمر النصفي (بالأعوام) | متوسط تركيز النظير في الوشاح الأرضي (مقدار النظير بالكيلوغرام لكل كيلوغرام من الوشاح الأرضي) | الحرارة المنبعثة (حجم الوشاح بالكيلوغرام) |
| 238U    | 9.46 × 10-5                               | 4.47 × 109              | 30.8 × 10-9                                                                                  | 2.91 × 10-12                              |
| 235U    | 5.69 × 10-4                               | 7.04 × 108              | 0.22 × 10-9                                                                                  | 1.25 × 10-13                              |
| 232Th   | 2.64 × 10-5                               | 1.40 × 1010             | 124 × 10-9                                                                                   | 3.27 × 10-12                              |
| 40K     | 2.92 × 10-5                               | 1.25 × 109              | 36.9 × 10-9                                                                                  | 1.08 × 10-12                              |

تقدر الحرارة الكلية التي تفقدها الأرض بحوالي 4.2 × 1013 واط. هذا وينتقل جزء من الطاقة الحرارية للب الأرض في اتجاه القشرة الأرضية عن طريق تصاعد الصهارة من الوشاح الأرضي، وهو نوع من أنواع الحمل يتكون من اندفاع صخور شديدة الارتفاع في درجة الحرارة. ويمكن أن يؤدي تصاعد الصهارة إلى ارتفاع درجة الحرارة في بعض المناطق وحدوث تدفق لأحجاز البازلت (أحجار بركانية) على السطح. جدير بالذكر أن الأرض تفقد حرارتها من خلال تكتونيات الألواح عن طريق اندفاع الوشاح الأرضي ـ الأمر الذي يصاحبه تكوين سلاسل من الجبال والتلال في وسط المحيطات. هذا ويعتبر العامل الأساسي الأخير في فقد حرارة الأرض هو انتقال الطاقة الحرارية عن طريق الغلاف الصخري (الليزوسفير) ـ الأمر الذي يحدث أغلبه في المحيطات لأن القشرة الأرضية تكون أقل سمكًا في المسطحات المائية عنها في سطح القارات.

### الألواح التكتونية
|                              |                           |
| اسم اللوحة                   | المنطقة 10 6 كيلومتر مربع |
| اللوحة الأفريقية             | 78.0                      |
| لوحة القارة القطبية الجنوبية | 60.9                      |
| لوحة أستراليا                | 47.2                      |
| اللوحة الأوراسية             | 67.8                      |
| لوحة أمريكا الشمالية         | 75.9                      |
| لوحة أمريكا الجنوبية         | 43.6                      |
| لوحة المحيط الهادئ           | 103.3                     |

إن الطبقة الخارجية الصلبة للأرض، المعروفة باسم «الغلاف الصخري» أو «الليزوسفير»، تنقسم إلى أجزاء يُطلق عليها الألواح التكتونية. هذه الألواح التكتونية عبارة عن أجزاء صلبة تتحرك مع بعضها البعض بثلاثة أنواع من الحركات: الحركة المتقاربة؛ حيث يتحرك اثنان من الألواح التكتونية معًا، والحركة المتباعدة؛ حيث يتحرك اثنان من الألواح بعيدًا عن بعضهما البعض، والحركة المنزلقة؛ حيث ينزلق فيها أحد اللوحين على الآخر بشكل جانبي. جدير بالذكر أن الزلازل والبراكين وتَكُّون الجبال وأخاديد المحيطات من الممكن أن يحدث بمحاذاة الألواح التكتونية وهي تتحرك بإحدى الحركات الثلاثة سالفة الذكر. هذا وترتكز الألواح التكتونية على الجزء العلوي من نطاق الانسياب ـ ذلك الجزء الذي يتسم بأنه صلب، ولكن نسبة لزوجته قليلة، من الوشاح الأرضي العلوي، فضلاً عن أنه من الممكن أن يتدفق ويتحرك مع هذه الألواح التكتونية، كما أن حركة هذه الألواح ترتبط بشكل كبير بأنماط الحمل الحراري التي تحدث داخل الوشاح الأرضي.
وبما أن هذه الألواح التكتونية تتحرك أو تتزحزح على سطح كوكب الأرض، فإن قيعان المحيطات يحدث لها اندساس (عملية مسؤولة عن هبوط كتلة من القشرة الأرضية تحت أخرى) تحت الحواف الرئيسية لهذه الألواح عند حواف متقاربة. وفي الوقت نفسه، فإن تصاعد المواد الموجودة في الوشاح الأرضي عند حدود متباعدة يؤدي إلى تكون سلاسل جبال في وسط المحيطات. إن حدوث هذه العمليات معًا يعيد تدوير قشرة قيعان المحيطات في الوشاح الأرضي. ومن خلال حدوث هذه العمليات معًا، تحدث تغيرات في القشرة الخاصة بقيعان المسطحات المائية على الدوام، مما يجعلها تعود لشكلها الأصلي في الوشاح الأرضي. جدير بالذكر أن أقدم جزء من القشرة الخاصة بقيعان المحيطات يقع غرب المحيط الهادئ، ويقدر عمره بنحو 200 مليون سنة. وإذا ما قورن هذا الجزء بأقدم جزء من القشرة الأرضية، فإن أقدم جزء منها يرجع تاريخه إلى نحو 4030 مليون سنة.
تشتمل الألواح الأخرى الموجودة على سطح كوكب الأرض على: اللوح الهندي واللوح العربي واللوح الكاريبي ولوح نازاكا، الموجود في الساحل الجنوبي من البيرو بعيدًا عن الساحل الغربي لأمريكا الجنوبية، ولوح اسكوتيا الذي يقع في جنوب المحيط الأطلسي. والجدير بالذكر أن اللوح الأسترالي قد اندمج مع اللوح الهندي منذ 50 أو 55 مليون سنة. هذا وتعتبر الألواح التي تضم المحيطات أسرع الألواح حركة؛ حيث تتحرك هي ولوح كوكوس بمعدل 75 ملليمتر في العام، بينما يتحرك اللوح الذي يضم المحيط الهادئ بمعدل يتراوح بين 52 و 69 ملليمتر في العام.من ناحية أخرى، يعتبر أبطأ الألواح حركة هو اللوح الأوراسي؛ حيث أن سرعته تزيد بمعدل ثابت وهو 21 ملليمتر في العام.

### سطح كوكب الأرض

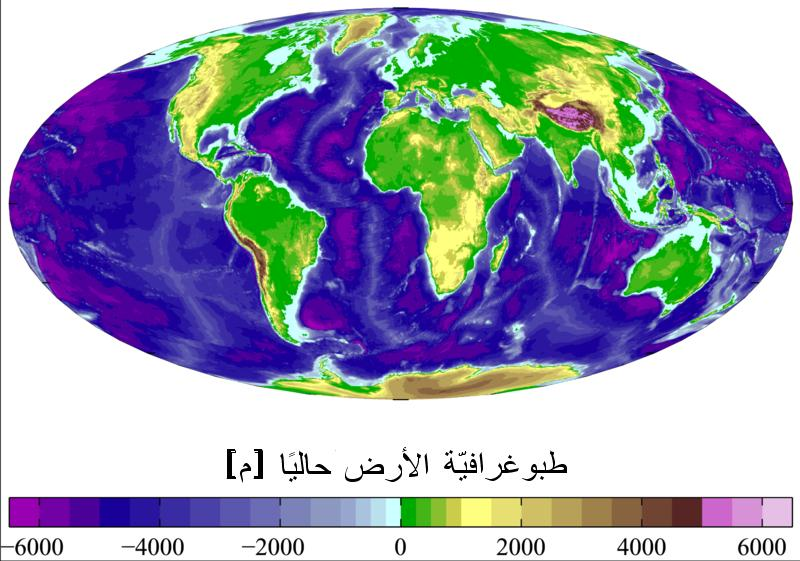
قياس الارتفاعات والأعماق لكوكب الأرض في الوقت الحالي. تم الحصول على هذه المعلومات من إحدى المراكز التابعة للمركز القومي الجيوفيزيائي للبيانات.

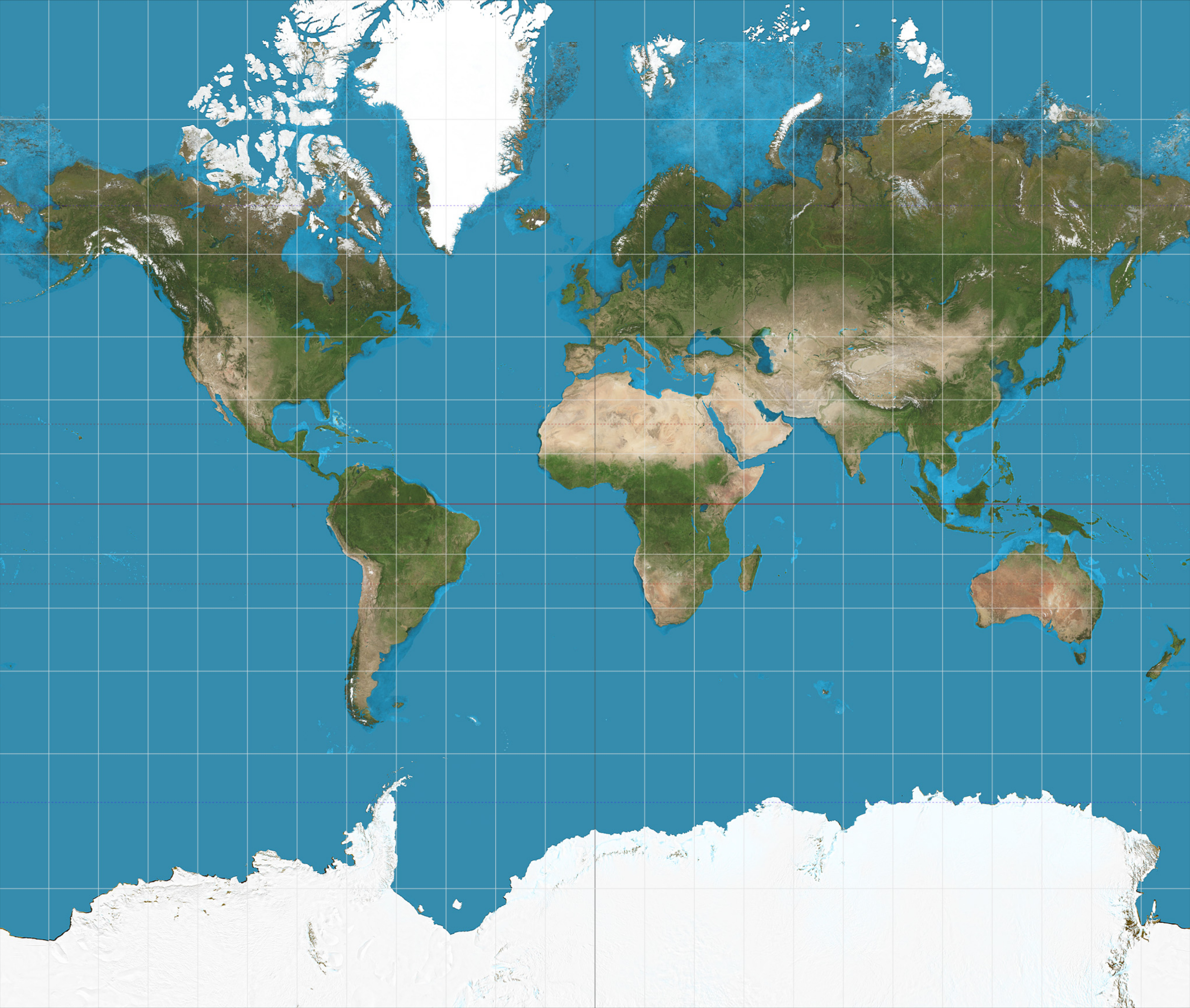
خريطة كوكب الأرض تُظهر المناطق الصحراوية والزراعية والجليدية من الكوكب.

تختلف تضاريس الأرض بشكل كبير من مكان إلى آخر، فعلى سبيل المثال يُلاحظ أن حوالي 70.8% من سطح الأرض مغطى بالماء؛ حيث أن جزء كبير من الرف القاري (أو ما يُعرف باسم منطقة المياه الضحلة التي تتميز بانحدارها التدريجي من الشاطئ باتجاه البحر) يقع تحت مستوى سطح البحر. بالإضافة إلى ذلك، فإن السطح المغمور بالماء في وسط قيعان المحيطات يتمتع بخصائص جبلية، تشمل سلاسل جبال وتلال تقع في وسط المحيطات، كما يحتوي على براكين وأخاديد محيطية وأودية تحت سطح البحر ونجود وسهول في الأعماق. هذا ويتكون الجزء الباقي الذي لا تغمره الماء، وتشكّل مساحته 29.2% من سطح الكرة الأرضية، من الجبال والصحاري والسهول والنجود ومعالم تضاريسية أخرى.
خضع سطح كوكب الأرض، وما زال، لعمليات إعادة تشكيل على مر العصور الجيولوجية، ويرجع ذلك إلى التأثيرات التكتونية وعوامل التعرية، فضلاً عن أن التغيرات التي تحدث للتضاريس الموجودة على سطح الأرض من تكوّن أو تآكل بفعل الألواح التكتونية تخضع لعوامل التعرية الدائمة من سقوط أمطار وثلوج ودورات حرارية وتأثيرات كيميائية. وعلاوة على ما سبق، فإن هطول الجليد وتآكل السواحل وتَكَوُّن سلاسل الشعب المرجانية والتأثيرات الناتجة عن سقوط النيازك على الأرض تساهم أيضًا في إعادة تشكيل سطح كوكب الأرض.
تتكون القشرة القارية من مواد قليلة الكثافة مثل: الصخور النارية كالغرانيت والأنديزايت. وهناك أيضًا صخور غير معروفة بشكل كبير مثل البازلت، أحد الصخور البركانية شديدة الكثافة والتي تعتبر المكون الأساسي لقيعان المحيطات. كما يوجد أيضًا صخور رسوبية تكونت من الترسبات التي ضُغِطت معًا. جدير بالذكر أن حوالي 75% تقريبًا من سطح الأرض مغطى بالصخور الرسوبية، على الرغم من أنها تشكل حوالي 5% فقط من القشرة الأرضية. أما النوع الثالث من الصخور الموجودة على سطح الأرض فهي الصخور المتحولة، التي تكونت من تحول أنواع الصخور الأخرى بفعل الضغط أو درجات الحرارة المرتفعة أو كليهما معًا. هذا ويعتبر الكوارتز والفلسبار (سليكات الألومنيوم) والأمفيبول والميكا والبيروكسين والزبرجد الزيتوني من أكثر معادن السليكات وفرة على سطح الأرض. وتشتمل معادن الكربونات على الكالسيت (الذي يوجد في أحجار الجير) والأراجونيت والدولوميت.
تعتبر البيدوسفير آخر الطبقات الخارجية لكوكب الأرض وتتكون هذه الطبقة من التربة، كما أنها تخضع لعمليات تكوين الأخيرة. وتوجد هذه الطبقة في السطح البيني للليزوسفير (الغلاف الجوي) والغلاف الهيدروجيني والغلاف الحيوي. والجدير بالذكر أن الأراضي الصالحة للزراعة من سطح الأرض تمثل في الوقت الحالي 13.31% من إجمالي أراضي الكوكب، وهي تؤمن 4.71% فقط من المحاصيل الدائمة. هذا ويتم استغلال ما يقرب من 40% من الأراضي الموجودة على سطح الأرض في الوقت الحاضر كأراضي زراعية ومراعي، أو ما يقدر بنسبة 1.3×107 كيلومترات مربعة كأراضي زراعية و 3.4×107 كيلومترات مربعة كمراعي.
يختلف ارتفاع سطح الأرض من مكان لآخر، فقد أظهرت بعض الدراسات التي تمت في سنة 2005، أن أكثر المواقع انخفاضًا هو البحر الميت (-418 متر)، وأقصاها ارتفاعًا هي قمة جبل إفرست (8,848 متر). والجدير بالذكر أن متوسط ارتفاع سطح الأرض فوق مستوى سطح البحر يصل إلى 840 متر.

### الغلاف المائي

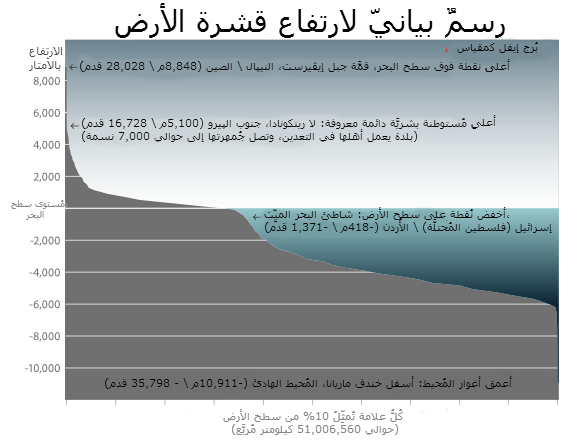
الرسم البياني النسيجي للارتفاعات الموجودة على سطح الأرض.

إن توفر كميات كبيرة من الماء على سطح الأرض يُعتبر من المعالم الفريدة التي تميز «الكوكب الأزرق» عن غيره من الكواكب في النظام الشمسي. والجدير بالذكر أن الغلاف المائي للأرض يتكون بشكل أساسي من المحيطات، ولكن من الناحية الفنية، فهو يضم كافة المسطحات المائية في العالم بما في ذلك البحار الداخلية والبحيرات والأنهار والمياه الجوفية التي تقع على عمق يصل إلى 2,000 متر. هذا ويعتبر «وادي تشالنجر» في المحيط الهادئ، وبالتحديد منخفض مريانا الذي يصل عمقه إلى -10,911.4 متر، أعمق المواقع على سطح الأرض. يصل متوسط عمق المحيطات إلى 3,800 متر، وتعادل هذه النسبة أربعة أضعاف متوسط الارتفاع الموجود على سطح القارات.
تُقدّر كتلة المحيطات بحوالي 1.35×1018 طن متري، أو ما يعادل حوالي 1/4400 من الكتلة الإجمالية لكوكب الأرض، كما تشغل المحيطات مساحة 361.8×106 كم2. والجدير بالذكر أنه إذا تم بسط كافة الأراضي الموجودة على سطح الأرض بشكل متساوي، فإن مستوى المياه سيصل لارتفاع يزيد عن 2.7 كيلومترات.
إن حوالي 3.5% من الكتلة الإجمالية للمحيطات تتكون من الملح. وقد تكونت معظم هذه الأملاح من النشاط البركاني أو تم استخلاصها من الصخور الباردة البركانية. وتعتبر المحيطات مخزنًا للغازات المذابة في الغلاف الجوي والتي تعتبر ضرورية لبقاء العديد من الكائنات المائية. فضلاً عن أن مياه البحار تتمتع بتأثير مهم على المناخ العالمي؛ حيث أنها تعمل والمحيطات كخزانات كبيرة للحرارة. كما أن التغيرات التي تحدث في توزيع درجة الحرارة في المحيطات من الممكن أن تؤثر بشكل كبير على تغيرات المناخ على سطح البحر، وذلك مثل ظاهرة التذبذب الجنوبي المعروف باسم ظاهرة «آل نينو».

### الغلاف الجوي
يصل متوسط الضغط الجوي على سطح الأرض إلى 101.325 كيلو باسكال، وذلك على ارتفاع درجي قدره 8.5 كيلومترات. والجدير بالذكر أن الغلاف الجوي يتكون من 78% من النيتروجين و21% من الأكسجين، بالإضافة إلى كميات ضئيلة من بخار الماء وثاني أكسيد الكربون وجزيئات غازية أخرى. هذا ويختلف ارتفاع التروبوسفير (الغلاف السفلي) طبقًا لخط العرض، حيث يتراوح ارتفاعه ما بين 8 كيلومترات عند القطبين و 17 كيلومتر عند خط الاستواء، وذلك مع وجود بعض الاختلافات التي ترجع إلى الطقس والعوامل الموسمية.
أدى وجود الغلاف الحيوي لكوكب الأرض إلى حدوث تغير في غلافها الجوي؛ حيث أن عملية التمثيل أو التخليق الضوئي التي تعتمد على الأكسجين بدأت منذ 2.7 مليارات سنة ـ مما أدى إلى تكوّن الغلاف الجوي الذي يتكون بشكل أساسي من الأكسجين والنيتروجين الموجودين الآن. وقد أدى هذا التغير إلى تكاثر الكائنات مستنشقة الهواء، وتَكُّون طبقة الأوزون التي تعمل هي والمجال المغناطيسي لكوكب الأرض معًا على حجب أشعة الشمس فوق البنفسجية مما يسمح بوجود حياة على سطح الأرض. ومن الوظائف الأخرى المهمة التي يقوم بها الغلاف الجوي: نقل بخار الماء وتوفير الغازات المفيدة والمساعدة على حرق الشهب قبل أن تصطدم بسطح الأرض وتعديل درجة الحرارة. وتعرف الظاهرة الأخيرة من هذه الظواهر باسم «تأثير الاحتباس الحراري»؛ حيث أن الجزيئات الضئيلة الموجودة في الغلاف الجوي تساعد في حبس الطاقة الحرارية المنبعثة من الأرض ـ مما يؤدي إلى ارتفاع متوسط درجات الحرارة على سطح الأرض. جدير بالذكر أن غاز ثاني أكسيد الكربون وبخار الماء والميثان والأوزون تعتبر من غارات الدفيئة للأرض، فمن غير وجود تأثير الاحتباس الحراري، فإن معدل درجة الحرارة على سطح الأرض سيصل إلى -18 درجة مئوية، وقد تنعدم الحياة عندئذ.

#### الطقس والمناخ على سطح الأرض

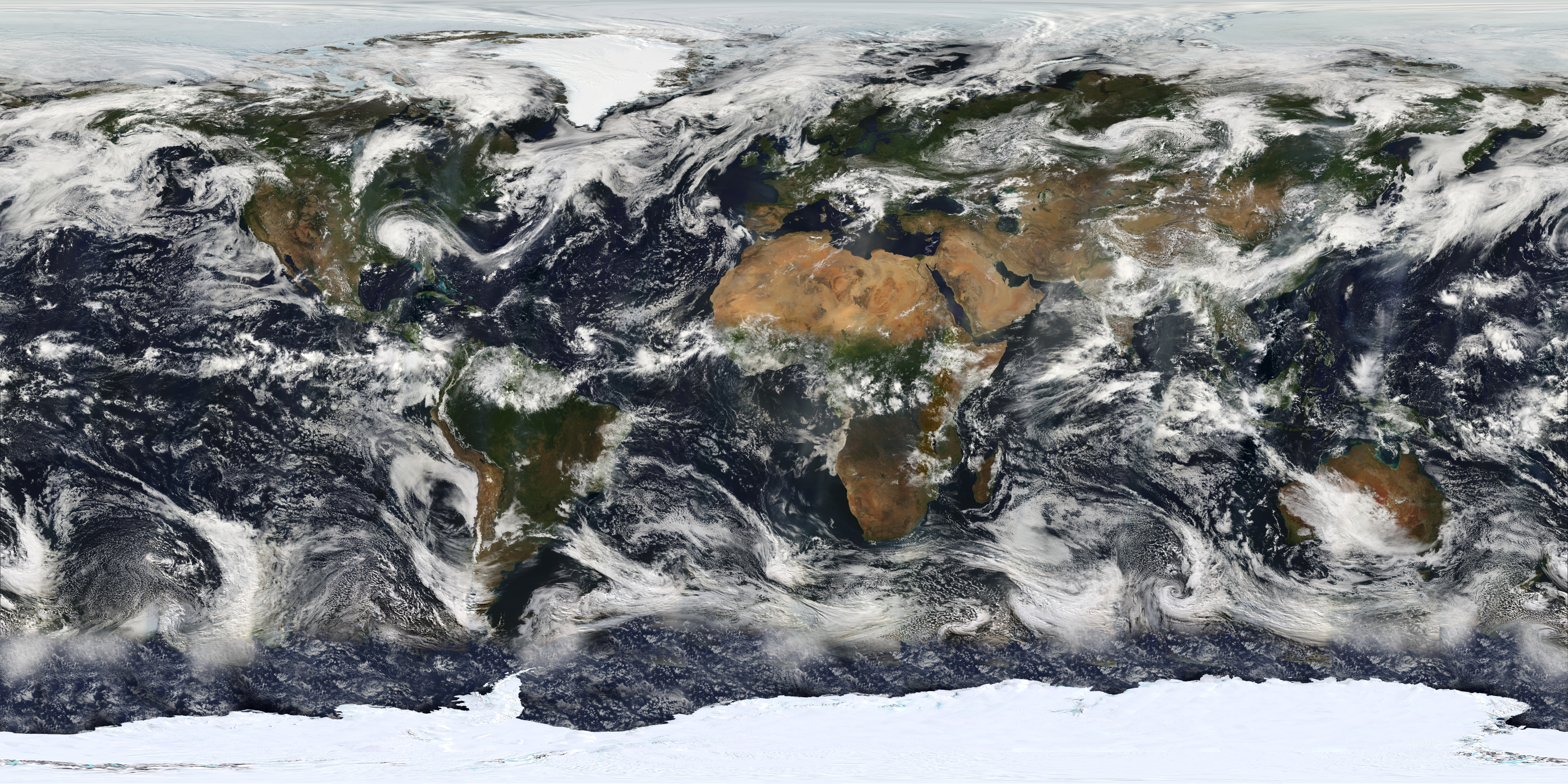
صورة بالقمر الصناعي لغطاء الغيوم حول الأرض.

ليس هناك من حدود معروفة للغلاف الجوي للأرض؛ حيث أنه يصبح أقل سمكًا بالتدريج ويتلاشى في الفضاء الخارجي. هذا وتوجد ثلاثة أرباع كتلة الغلاف الجوي في الأحد عشر كيلومترًا الأولى من سطح الكوكب. وتُعرف أدنى طبقة باسم «التروبوسفير» أو «الغلاف السفلي». تقوم الطاقة المنبعثة من الشمس بتسخين هذه الطبقة والسطح الموجود تحتها مما يؤدي إلى تمدد الهواء، ثم يرتفع الهواء الساخن قليل الكثافة لأعلى ويحل محله هواء بارد أكثر كثافة. والنتيجة هي دوران الهواء في الغلاف الجوي الذي يوجه الطقس والمناخ من خلال إعادة توزيع الطاقة الحرارية. وتتكون أحزمة الدوران الأساسية الموجودة في الغلاف الجوي من الرياح التجارية التي تهب على المنطقة الاستوائية أسفل خط عرض 30° والرياح الغربية التي تهب على خطوط العرض المتوسطة بين 30° و 60°. كما تعتبر تيارات المحيطات من العوامل الأساسية أيضًا في تحديد المناخ، خاصة حركة المياه في أعماق المحيطات التي تساهم في توزيع الطاقة الحرارية من المحيطات الواقعة عند خط الاستواء إلى المناطق القطبية.
ينتقل بخار الماء الذي ينتج عن تصاعد الأبخرة من سطح الأرض في الجو بطريقة دورية. فعندما تسمح الأحوال الجوية بتصاعد الهواء الرطب الدافئ، فإن المياه التي يحتوي عليها هذا الهواء تتكاثف، ثم تسقط على السطح مرة أخرى على هيئة أمطار وثلوج. وبذلك فإن معظم المياه المتبخرة تعود مرة أخرى للمناطق المنخفضة من سطح الأرض عن طريق الأنهار، والتي عادةً ما تعود إلى المحيطات أو تتجمع في البحيرات. وتعتبر دورة المياه من الآليات الحيوية التي تدعم وجود الحياة على سطح كوكب الأرض، بالإضافة إلى أنها من العوامل الأولية التي تؤدي إلى تآكل التضاريس الموجودة على سطح الأرض على مَرّ الفترات الجيولوجية. وتتفاوت كميات الأمطار ما بين عدة أمتار من المياه سنويًا إلى أقل من ملليمتر. والجدير بالذكر أن دوران الهواء في الغلاف الجوي والسمات الطبوغرافية واختلاف درجات الحرارة المختلفة يسهم في تحديد متوسط كمية الأمطار التي تسقط على كل منطقة.
يمكن تقسيم الأرض إلى أحزمة ذات أحوال مناخية متجانسة تقريبًا، وذلك طبقًا لخطوط العرض. فمثلاً يمكن تقسيم الأحزمة الواقعة بداية من خط الاستواء وحتى المناطق القطبية إلى مناطق استوائية وشبه استوائية ومعتدلة وقطبية. كما يمكن تصنيف المناخ أيضًا طبقًا لدرجات الحرارة وكميات سقوط الأمطار وكذلك تصنيف الأقاليم المناخية وفقًا لكتل هوائية منتظمة. يتكون نظام تصنيف المناخ لكوبن (وفقًا للتعديل الذي أجراه والدمير كوبن تلميذ «رودولف جيير») من خمسة مجموعات كبيرة ألا وهي: المناطق الاستوائية الرطبة والجافة والمناطق الرطبة، التي تقع في منتصف خطوط العرض، والمناطق القارية والمناطق القطبية الباردة، والتي تم تقسيمها فيما بعد إلى مناطق أكثر تحديدًا.

#### الغلاف الجوي العلوي

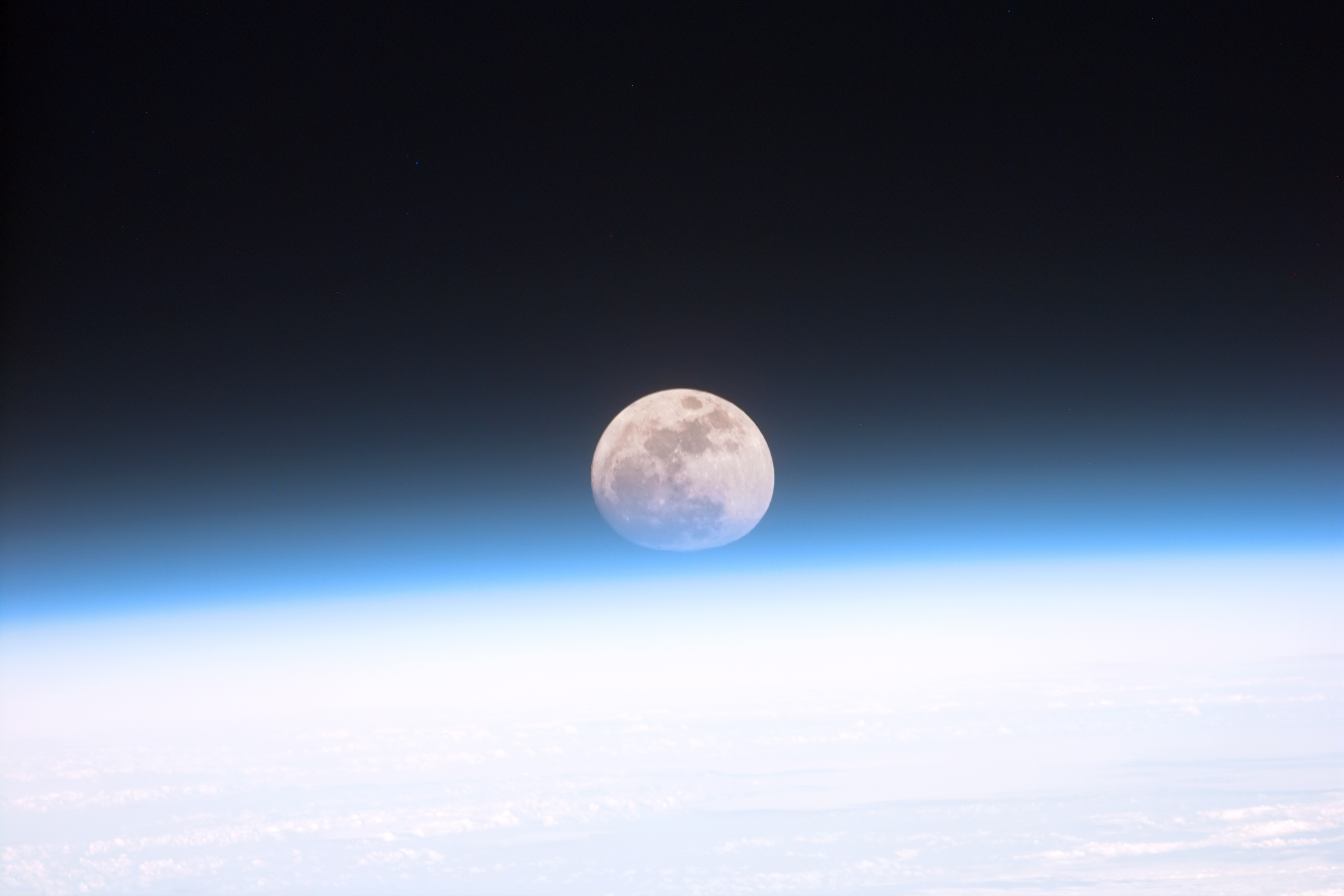
صورة من وكالة ناسا تظهر مشهدًا من الفلك يوضح أن القمر بأكمله محجوب جزئيًا من خلال الغلاف الجوي للأرض.

ينقسم الغلاف الجوي فوق طبقة التروبوسفير عادة إلى الاستراتوسفير (الجزء العلوي من الغلاف الجوي والميزوسفير (الغلاف الجوي الأوسط) والثيرموسفير (الغلاف الحراري). وتتميز كل طبقة من الطبقات سالفة الذكر باختلاف في انخفاض معدل درجة الحرارة ـ الأمر الذي يوضح مدى التغير في درجات الحرارة وفقًا للارتفاع. هذا وتتلاشى طبقة الإكسوسفير (الطبقة الأخيرة في الغلاف الجوي) خلف هذه الطبقات في الغلاف المغناطيسي؛ حيث تعتبر هذه هي النقطة التي يتفاعل فيها المجال المغنطيسي مع الرياح الشمسية. تعتبر طبقة الأوزون جزءًا مهمًا من الغلاف الجوي لاستمرار الحياة على سطح كوكب الأرض، وتعد هذه الطبقة أحد مكونات الاستراتوسفير (الغلاف الطبقي) الذي يحمي سطح الأرض بشكل جزئي من الأشعة فوق البنفسجية. هذا ويتم إطلاق اسم «خط كارمان» على المنطقة الواقعة فوق سطح الأرض بحوالي 100 كيلومتر، وهي التي تفصل بين الغلاف الجوي والفضاء.
ونظرًا لوجود الطاقة الحرارية على كوكب الأرض، فإن بعض الجزيئات الموجودة على الحافة الخارجية للغلاف الجوي لكوكب الأرض تزيد سرعتها لدرجة أنها تهرب من نطاق جاذبية الكوكب. وهذا يؤدي إلى التسرب أو الهروب من الغلاف الجوي إلى الفضاء بشكل بطيء، وإن كان دائمًا. ونظرًا لأن غاز الهيدروجين يكون خفيفًا وذا وزن جزيئي منخفض، فإن سرعة هروبه في الفضاء تكون أكبر، كما أن معدل هروبه يكون أكبر من معدل هروب الغازات الأخرى. هذا ويعتبر تسرب غاز الهيدروجين في الفضاء الخارجي من العوامل المساهمة في تغير وضع الأرض من حالة الاختزال الأولية إلى حالة الأكسدة الحالية. جدير بالذكر أن عملية التمثيل الضوئي تعتبر مصدرًا للأكسجين الحر، ولكن يعتقد البعض أن فقد عوامل الاختزال مثل غاز الهيدروجين يعتبر شرطًا مسبقًا ضروريًا لتراكم غاز الأوكسجين في الغلاف الجوي على نطاق واسع. ومن ثم فإن قدرة غاز الهيدروجين على الهروب من الغلاف الجوي لكوكب الأرض ربما تكون قد أثرت على طبيعة الحياة على الكوكب. أما في الوقت الحالي، فإنه في ظل وجود الغلاف الجوي الغني بغاز الأكسجين، فإن معظم غاز الهيدروجين يتحول إلى ماء قبل أن تتاح له فرصة الهروب من الغلاف الجوي إلى الفضاء الخارجي. ولكن يرجع فقدان معظم غاز الهيدروجين إلى تدمير غاز الميثان في الغلاف الجوي العلوي.

### المجال المغناطيسي

المجال المغنطيسي للأرض، وهو يقترب من أحد القطبين.

يتشكل مغناطيسية أرضية على هيئة مجال مغناطيسي ثنائي القطب تقريبًا، وذلك مع تقارب قطبي المجال المغناطيسي في الوقت الحالي من القطبين الجغرافيين للكوكب. وطبقًا لنظرية الدينامو، فإن المجال المغناطيسي لكوكب الأرض يتوالد داخل طبقة اللب الخارجي المنصهرة؛ حيث أن الحرارة في هذا المكان تؤدي إلى وجود حركات حمل حراري للمواد الموصلة للحرارة، مما يؤدي إلى توليد تيارات كهربائية. ويؤدي هذا الأمر بدوره إلى توليد المجال المغناطيسي لكوكب الأرض. والجدير بالذكر أن حركات الحمل الحراري في لب الأرض تتسم بطبيعة عشوائية وتغير دوري في محاذاتها. ويؤدي هذا الأمر بدوره إلى انعكاسات في المجال المغناطيسي على فترات فاصلة غير منتظمة تحدث بمتوسط عدد قليل من المرات كل مليون سنة. والجدير بالذكر أن آخر انعكاس في المجال المغناطيسي قد حدث منذ ما يقرب من 700,000 سنة.
هذا ويُكوّن المجال المغناطيسي للأرض الماجنتوسفير غلافها المغناطيسي الذي يساعد في انحراف الجسيمات الدقيقة الموجودة في الرياح الشمسية عن كوكب الأرض. وتبعد الحافة المواجهة للشمس والخاصة بالحد الفاصل بين الغلاف المغناطيسي والوسط المحيطي بمقدار 13 مرة من نصف قطر كوكب الأرض. كما ينتج عن الاصطدام الذي يحدث بين المجال المغناطيسي للأرض والرياح الشمسية ما يسمى بأحزمة «فان آلين» الإشعاعية ومنطقتين متحدتي المركز ومناطق مستديرة ذات نتوءات تتواجد بها جسيمات دقيقة مشحونة بالطاقة. وعندما تدخل البلازما (غازات عالية التأين) إلى الأقطاب المغناطيسية، يتكون الشفق. 

## مدار ودوران كوكب الأرض

### الدوران

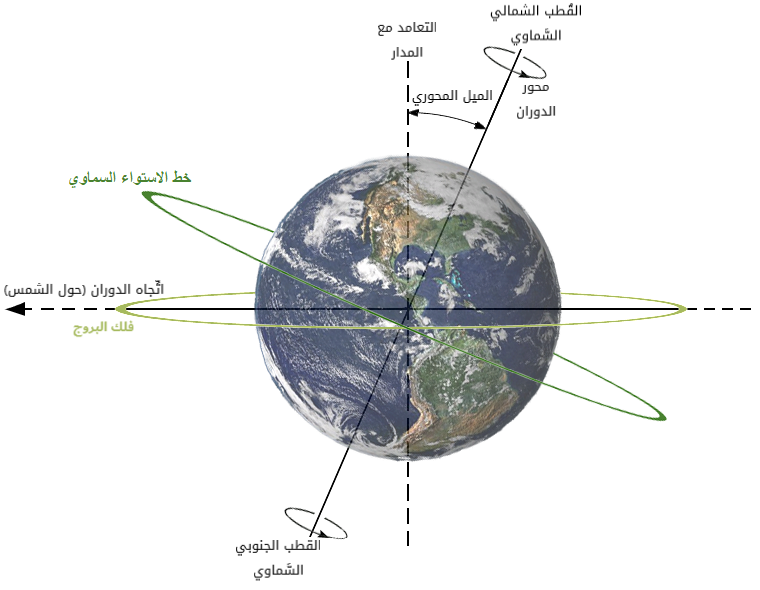
الميل المحوري للأرض وعلاقته بمحور الدوران ومستوى المدار.

تُقَدّر مدة دوران الأرض حول محورها بالنسبة للشمس – أي اليوم الشمسي المتوسط - بحوالي 86,400 ثانية من الوقت الشمسي المتوسط. جدير بالذكر أن كل ثانية من هذه الثواني تعتبر أطول من مدة الثانية الموجودة في النظام الدولي للوحدات بقليل؛ لأن اليوم الشمسي أصبح الآن أطول بقليل من اليوم الشمسي خلال القرن التاسع عشر، وذلك بسبب تسارع حركة المد والجزر.
إن فترة دوران الأرض حول محورها وفقًا للنجوم الثابتة، والتي أطلقت عليها هيئة اسم اليوم النجمي المتوسط. تُقدر بحوالي 86164.098903691 ثانية من التوقيت الشمسي المتوسط (UT1) أو (23س 56د 4.09053083288ث). أما بالنسبة لفترة دوران الأرض حول نفسها وفقًا للاعتدال الربيعي المتوسط والمتقدم، والتي يسميها البعض خطأً «اليوم النجمي» أو «الفلكي»، فإنها تقدر بحوالي 86164.09053083288 ثانية من الوقت الشمسي المتوسط (23س 56د 4.09053083288ث). وبذلك فإن اليوم الفلكي أقصر من اليوم النجمي بحوالي 8.4 جزء من الثانية. هذا ويمكن تحديد طول اليوم الشمسي المتوسط عن الفترات الممتدة بين أعوام 1623-2005 و1962-2005. عن طريق اللجوء إلى «مراجع هيئة قياس دوران الأرض العالمية».
وبصرف النظر عن الشهب التي تدخل نطاق الغلاف الجوي والأقمار التابعة التي تدور في مدارات منخفضة، فإن الحركات الرئيسية الظاهرة للأجرام السماوية الموجودة في سماء كوكب الأرض تحدث ناحية الغرب بمعدل 5°/س = 15'/د. جدير بالذكر أن هذه النسبة تعادل القطر الحقيقي للشمس أو القمر والذي يتم حسابه كل دقيقتين؛ حيث أن الحجم الظاهر للشمس والقمر يكون متساويًا تقريبًا.

### المدار
يدور كوكب الأرض حول الشمس على بُعد مسافة 150 مليون كيلومتر تقريبًا كل 365.2564 يوم شمسي متوسط أو سنة فلكية، الأمر الذي يجعل الشمس تبدو للناظر من الأرض، تتحرك شرقًا بالنسبة للنجوم بمعدل 1°/يوم أو قطر الشمس أو القمر كل 12 ساعة. ونظرًا لهذه الحركة، فإنه في المتوسط تستغرق الأرض 24 ساعة - أي ما يعادل يوم شمسي - كي تتم دورة كاملة حول محورها وذلك حتى تعود الشمس إلى دائرة خط الزوال. هذا ويُقدر متوسط السرعة المدارية لكوكب الأرض بحوالي 30 كيلومتر/ثانية (108,000 كيلومتر/ساعة)، وهي تعتبر سرعة كافية لكي تغطي مسافة قطر الكوكب (حوالي 12,600 كيلومتر) في سبعة دقائق والمسافة إلى القمر (384,000 كيلومتر) في أربعة ساعات.
هذا ويدور القمر مع الأرض حول مركز الكتلة كل 27.32 يوم، وذلك وفقًا للنجوم الموجودة في الخلفية. وعندما يُضاف ما سبق إلى دوران الأرض والقمر حول الشمس، تكون فترة الشهر القمري (تلك الفترة التي تمتد بين تكوّن قمرين) حوالي 29.53 يوم. يُلاحظ الناظر للأرض من القطب الشمالي السماوي، أن حركة الأرض والقمر ودورانهما المحوري يكونوا جميعًا عكس عقارب الساعة. أما إذا نظر المرء إليها من نقطة أفضل أعلى القطبين الشماليين للشمس والقمر، فستبدو الأرض وكأنها تدور حول الشمس عكس عقارب الساعة. كما أن المستويات المدارية والمحورية لا تكون مستقيمة تمامًا؛ حيث أن محور الأرض يميل 23.5 درجة من تعامده على مستوى الأرض والشمس، ويميل مستوى الأرض والقمر حوالي 5 درجات بعيدًا عن مستوى الأرض والشمس. ودون هذا الميل، فإنه سيكون هناك كسوف وخسوف كل أسبوعين، وذلك بالتعاقب بين خسوف القمر وكسوف الشمس.
يقدر نصف قطر منطقة نفوذ جاذبية الأرض بحوالي 1.5 جيغا متر (1,500,000 كيلو متر). وتعتبر هذه هي المسافة القصوى التي يكون تأثير جاذبية الأرض فيها أقوى من الشمس والكواكب الأبعد مسافة. والجدير بالذكر أن الأجسام يجب أن تدور حول الأرض في نطاق نصف القطر هذا، أو أنها تصبح غير محكومة بسبب اضطراب جاذبية الشمس.

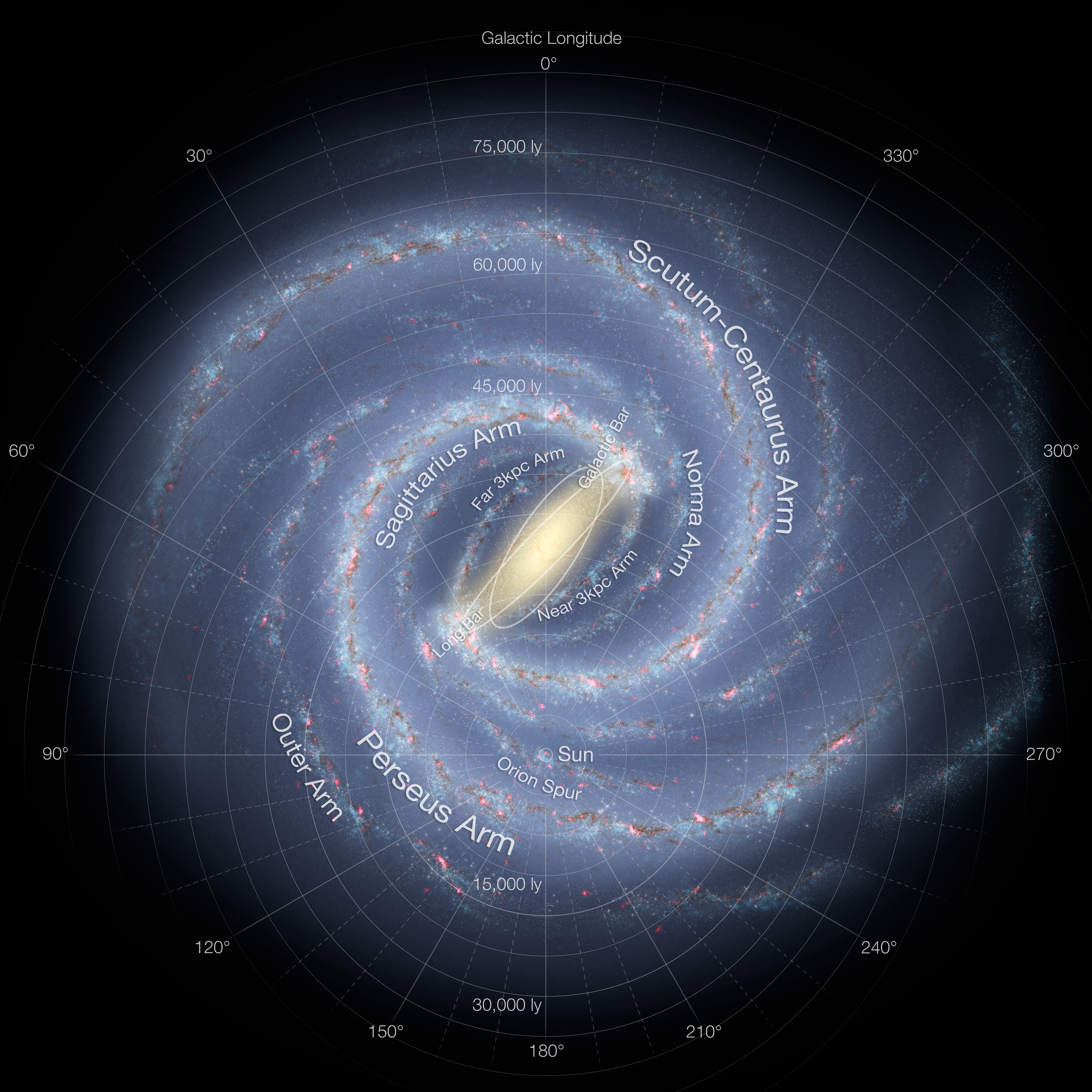
صورة لمجرة درب التبانة توضح موقع الشمس.

تقع الأرض هي والنظام الشمسي في مجرة درب التبانة، حيث تدور على بُعد 28,000 سنة ضوئية من مركز المجرة. تقع الأرض في الوقت الحالي على بعد 20 سنة ضوئية فوق مستوى الاستواء للمجرة على ذراع الجبار الحلزوني.

### الفصول وميل محور الأرض
نظرًا لميل محور الأرض، فإن كمية ضوء الشمس التي تصل إلى أي نقطة على سطح الأرض تختلف على مدى شهور العام؛ حيث يحل فصل الصيف في نصف الكرة الأرضية الشمالي عندما يتجه القطب الشمالي ناحية الشمس، ويحل فصل الشتاء عندما يتجه القطب بعيدًا عن الشمس. خلال فصل الصيف، يستمر اليوم لفترة أطول وتكون الشمس أعلي في السماء، أما في فصل الشتاء فيصبح المناخ أكثر برودة بوجه عام ويصبح النهار أقصر. وفوق الدائرة القطبية الشمالية، يصبح الوضع متطرفًا، إذ لا تشرق الشمس على الإطلاق ـ بل يحل الليل القطبي طيلة 6 شهور. أما في النصف الجنوبي من الكرة فيكون الوضع معكوسًا تمامًا؛ حيث يكون القطب الجنوبي في اتجاه معاكس لاتجاه القطب الشمالي.

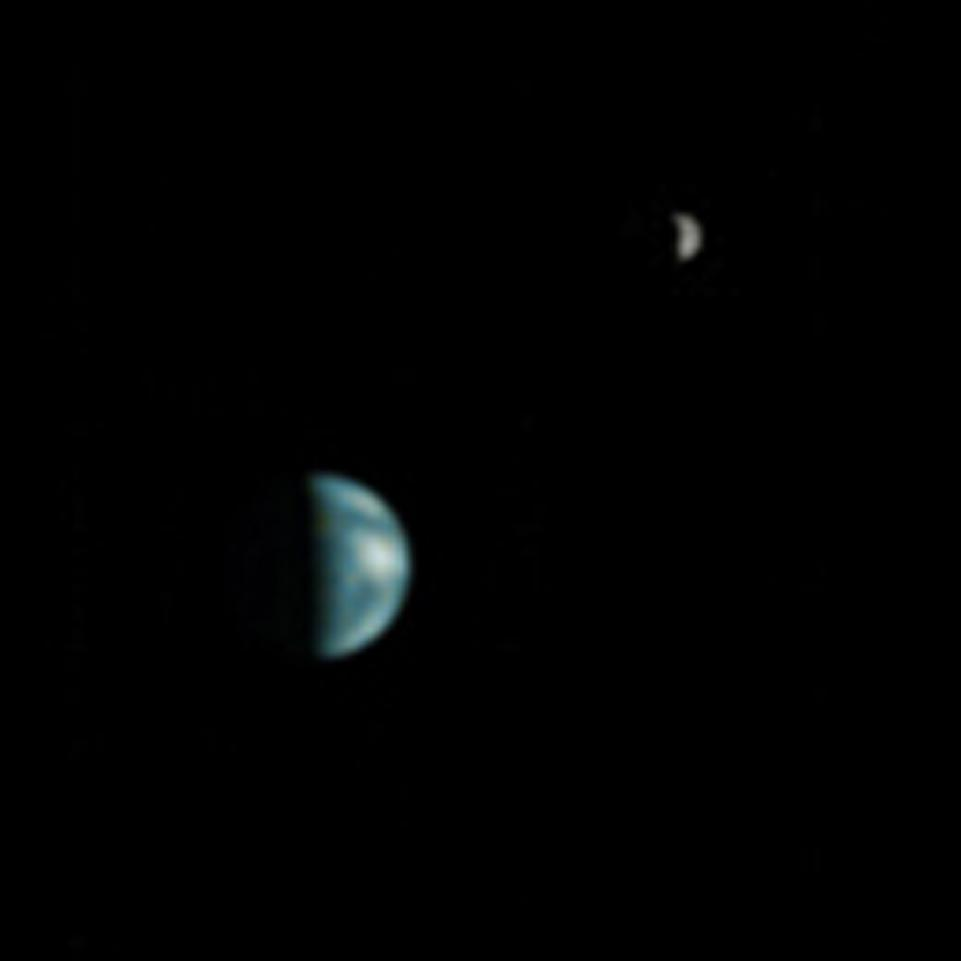
صورة للأرض والقمر من المريخ، تم التقاطها من خلال مسّاح المريخ العالمي. يمكن مشاهدة الأرض وهي تمر بمراحل مشابهة لمراحل القمر من الفضاء.

وطبقًا للقواعد الفلكية، يتم تحديد الفصول الأربعة عن طريق الانقلابين (نقطة في مدار أقصى ميل محوري باتجاه الشمس أو بعيدًا عنها) وكذلك الاعتدالين عندما يكون اتجاه الميل والاتجاه نحو الشمس عموديًا. جدير بالذكر أن الانقلاب الشتوي يحدث في 21 ديسمبر والانقلاب الصيفي يحدث في 21 يونيو تقريبًا، أما الاعتدال الربيعي فيحدث في حوالي 20 مارس، بينما يحدث الاعتدال الخريفي في 23 سبتمبر.
هذا وتكون زاوية ميل الأرض ثابتة نسبيًا على مدى فترات طويلة من الزمن. ومع ذلك، فإن المحور يخضع أيضاً للترنح (رجف أو حركات غير منتظمة تحدث في محور الأرض بفعل الشمس والقمر) كل 18.6 سنة. كذلك فإن اتجاه محور الأرض (وليس الزاوية) يتغير أيضًا بمرور الوقت متحركًا في شكل دائرة ليتم دورة كاملة كل 25,800 دورة سنوية وتسمى هذه الظاهرة مبادرة محورية، وهذا التقدم الدائري هو سبب الاختلاف بين السنة الفلكية والسنة المدارية. وتحدث هاتان الحركتان بسبب اختلاف تجاذب الشمس والقمر عند الانبعاج الموجود في خط استواء كوكب الأرض. وإذا نظر المرء إلى القطبين من الأرض فإنه يلاحظ أن القطبين يتزحزحان أيضًا أمتارًا قليلة على سطح الأرض. وهذه الحركة القطبية تتألف من مكونات عديدة دورية يُطلق عليها جميعًا اسم الحركة شبه الدورية. وبالإضافة إلى المكون السنوي لهذه الحركة، توجد هناك دورة تحدث كل 14 شهر تعرف باسم «تمايل تشاندلر»، وهي حركة تنتاب دوران محور الأرض وتدوم نحو 14 شهرًا. هذا وتتفاوت سرعة دوران الأرض مما ينتج عنه ظاهرة تعرف باسم اختلاف طول فترة النهار.
أما في الوقت الحالي، فإن الحضيض الشمسي (أقرب نقطة في مدار الكوكب أو أي جرم سماوي آخر إلى الشمس) لكوكب الأرض يحدث في 3 يناير تقريبًا، بينما يحدث الأوج (وهي النقطة التي يكون فيها كوكب الأرض أبعد ما يكون عن الشمس) في 4 يوليو. ولكن هذه التواريخ تتغير على مدى الزمن؛ وذلك نظرًا للحركة المتقدمة والعوامل المدارية الأخرى التي تتبع أنماطًا دورية تعرف «بدورات ميلانكوفيتش». هذا وينتج عن تغير المسافة بين كوكب الأرض والشمس زيادة الطاقة الشمسية التي تصل إلى الأرض في مرحلة الحضيض الشمسي بنسبة تقدر بحوالي 6.9%، وذلك مقارنة بالطاقة الحرارية التي تصل إلى الكوكب عندما يكون في مرحلة الأوج وهي أبعد نقطة ممكنة عن الشمس. وبما أن الجزء الجنوبي للأرض يميل نحو الشمس تقريبًا في الوقت نفسه التي تصل فيه الأرض لأقرب نقطة ممكنة من الشمس، فإن النصف الجنوبي من الكرة الأرضية يتلقى طاقة شمس أكبر من تلك التي يتلقاها النصف الشمالي للكرة على مدار العام. ولكن تأثير هذا الأمر يعتبر أقل أهمية من التغير الإجمالي في الطاقة والذي يحدث بسبب ميل محور الأرض، كما يتم امتصاص الطاقة الزائدة بفعل النسبة العالية من المياه الموجودة في النصف الجنوبي من الكرة الأرضية.

## القمر
| الخصائص            |                                    |
| القطر              | 3,474.8 كم 2,159.2 ميل             |
| الكتلة             | 7.349 ×1022 كم 8.1 ×1019 طن (قصير) |
| المحور شبه الرئيسي | 384,400 ميل 238,700 ميل            |
| الفترة المدارية    | 27 يوم، و7 ساعات و34.7 دقيقة       |

يعتبر القمر تابعًا أرضيًا كبير الحجم أشبه بالكوكب، ويصل قطره إلى ربع قطر كوكب الأرض. والقمر هو أكبر تابع في النظام الشمسي، وذلك بالنسبة لحجم الكوكب التابع له، هذا وتسمى التوابع التي تدور حول الكواكب الأخرى بالأقمار تيمنًا بقمر الأرض.
ينتج عن الجاذبية بين كوكب الأرض والقمر حدوث ظاهرة المد والجزر على سطح الأرض. وقد أدى هذا التأثير نفسه على القمر إلى الانحصار المدي: وهو تزامن الدوران أي تساوي المدة التي يستغرقها القمر في الدوران حول نفسه مع مدة دورانه حول الأرض، وذلك يفسر لنا أننا نرى القمر بوجه واحد دائماً . وأثناء دوران القمر حول الأرض، فإن الشمس تضيء أجزاءً مختلفة من وجهه، مما يؤدي إلى ظهور الأطوار القمرية المختلفة. وينفصل الجزء المضيء من القمر عن الجزء المظلم عن طريق الخط الشمسي الفاصل بين الجزء المنير والجزء المظلم.
ونظرًا للتفاعلات المدية التي تحدث على سطح الأرض، فإن القمر يبعد عن الشمس بنسبة 38 ملليمتر في السنة تقريبًا. وعلى مدى ملايين السنين، فإن هذه التغيرات البسيطة- بالإضافة إلى زيادة طول اليوم على كوكب الأرض بنسبة 23 جزء من الثانية سنويًا- ستُحْدِث تغيرات هائلة. فعلى سبيل المثال، يُلاحظ أنه خلال العصر الديفوني (منذ 410 مليون سنة تقريبًا) كان هناك 400 يوم في السنة وكان كل يوم يستمر 21.8 ساعة.
يؤثر القمر بشكل كبير على تطور الحياة على سطح الأرض، وذلك عن طريق المساعدة في اعتدال المناخ على الكوكب. وتوضح كل من دراسات علم الأحياء القديمة وعمليات المحاكاة باستخدام أجهزة الكمبيوتر أن ثبات ميل محور الأرض واستقراره على هذا الوضع يحدث بفعل التفاعلات المدية مع القمر. ويعتقد بعض واضعي النظريات أنه دون حدوث هذا الثبات في محور الأرض في مقابل عزم الدوران الذي يحدث بفعل الشمس والكواكب الأخرى على الانبعاج الموجود عند خط الاستواء، فإن دوران المحور قد يكون غير ثابت بشكل عشوائي ـ مما يؤدي إلى حدوث تغيرات هائلة للكوكب على مدى ملايين السنيين، كالتي حدثت مع كوكب المريخ. وإذا حدث أن محور دوران الأرض اقترب من سطح الدائرة الظاهرية لمسير الشمس، فقد يؤدي ذلك إلى حدوث طقس قاس جدًا نتيجة الإختلافات الفصلية الكبيرة جدًا التي ستحدث؛ حيث أن أحد القطبين سيتوجه نحو الشمس مباشرة خلال فصل الصيف وسيتوجه بعيدًا عنها خلال فصل الشتاء. جدير بالذكر أن العلماء المختصين بدراسة الكواكب والأجرام السماوية الذين قاموا بدراسة تأثير هذا الأمر على كوكب الأرض، قد تنبؤا أن هذا قد يؤدي إلى موت كل الحيوانات ذات الحجم الكبير والقضاء على الحياة النباتية. ولكن هذا الموضوع لا يزال محل جدل، وقد تحسمه الدراسات المستقبلية لكوكب المريخ - ذلك الكوكب الذي يمر بفترة دوران وميل لمحوره مثل كوكب الأرض، ولكن لا يتبعه قمر كبير الحجم، كما أن لُبّه ليس سائلاً.
يُلاحظ الناظر إلى القمر من كوكب الأرض، أنه بعيد بشكل كافٍ بحيث يظهر عل شكل قرص ذو شكل واضح مثل الشمس. والجدير بالذكر أن الحجم الزاوي (أو الزاوية المجسمة) لهذين الجسمين تتماثل؛ لأنه على الرغم من أن قطر الشمس أكبر بحوالي 400 مرة عن قطر القمر، فإنها أيضًا تبعد عن الأرض بمسافة تعادل 400 مرة عن تلك المسافة التي يبعدها القمر عن الأرض. ويسمح هذا الأمر بحدوث الكسوف الكلي والكسوف الحلقي على سطح الأرض.

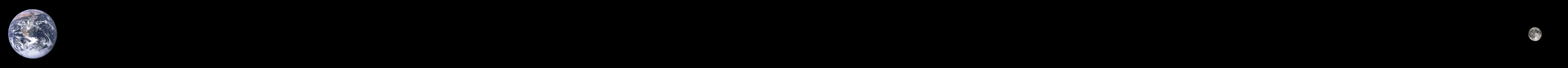
مقياس التمثيل النسبي لأحجام، والمسافة بين الأرض والقمر.

تعتبر نظرية تأثير ارتطام الجسم العملاق من أكثر النظريات المقبولة التي تفسر نشأة القمر. وقد جاء في هذه النظرية أن القمر قد تكوّن نتيجة اصطدام كوكب بدائي في حجم كوكب المريخ يطلق عليه اسم «ثيا» بكوكب الأرض بسبب مداره المعاكس في مراحله الأولى. ويفسر هذا الافتراض (من بين الافتراضات الأخرى) النقص النسبي لمعدن الحديد والعناصر الطيارة على سطح القمر، فضلاً عن الحقيقة التي تشير إلى أن تكوين القمر متطابق تقريبًا مع تكوين القشرة الأرضية.

## صلاحية كوكب الأرض للحياة

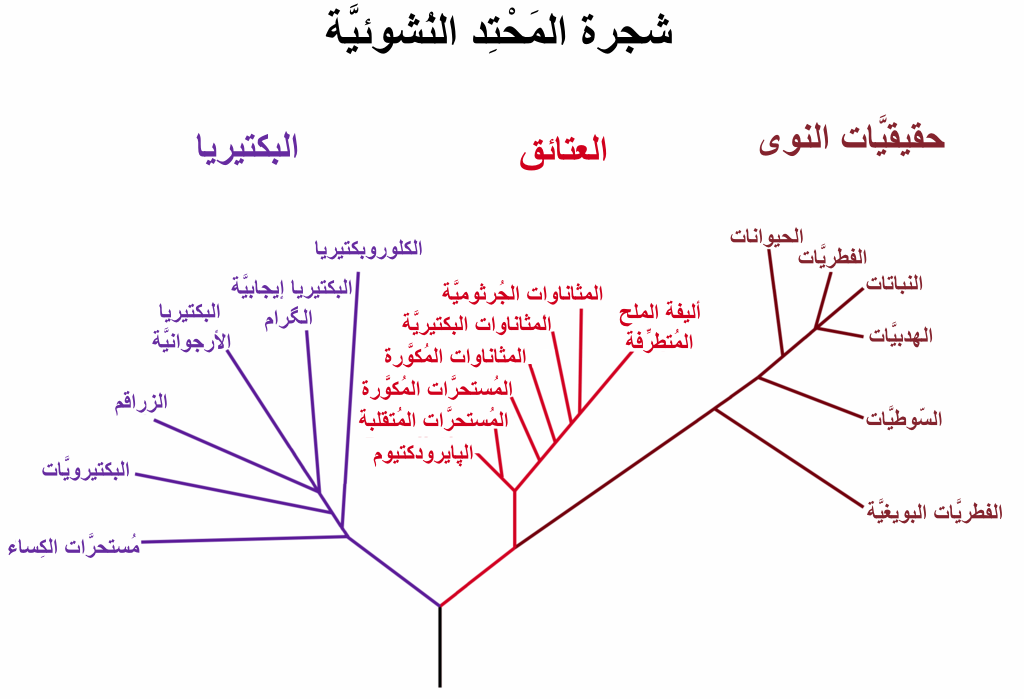
مُخطط شجرة المحتد النُشوئيَّة بشكلها المُتجذِّر، والتي تُظهر المجالات الحيويَّة الثلاثة لمختلف الأنواع الحيويّة على كوكب الأرض بناءً على تحليل رنا الريبوسومي.

يُطلق على الكوكب الذي يصلح لإقامة حياة عليه أنه صالح للاستيطان حتى لو لم تقم عليه حياة بالفعل. تؤمن الأرض الظروف الأساسية اللازمة لوجود الماء والبيئة المناسبة التي يمكن أن تتجمع فيها الجزيئات العضوية المركبة والطاقة اللازمة لدعم وتعزيز عملية التمثيل الغذائي للطعام. وهناك عدة عوامل تساهم في توفير الظروف الضرورية لإقامة حياة على كوكب الأرض، وتتمثل هذه العوامل في بُعد الكوكب عن الشمس وحركتها في مدارها وعدم ثباتها ومعدل دورانها حول محورها وانحرافها عنه وتاريخها الجيولوجي وغلافها الجوي الدائم ومجالها المغناطيسي الواقي.

### المحيط الحيوي

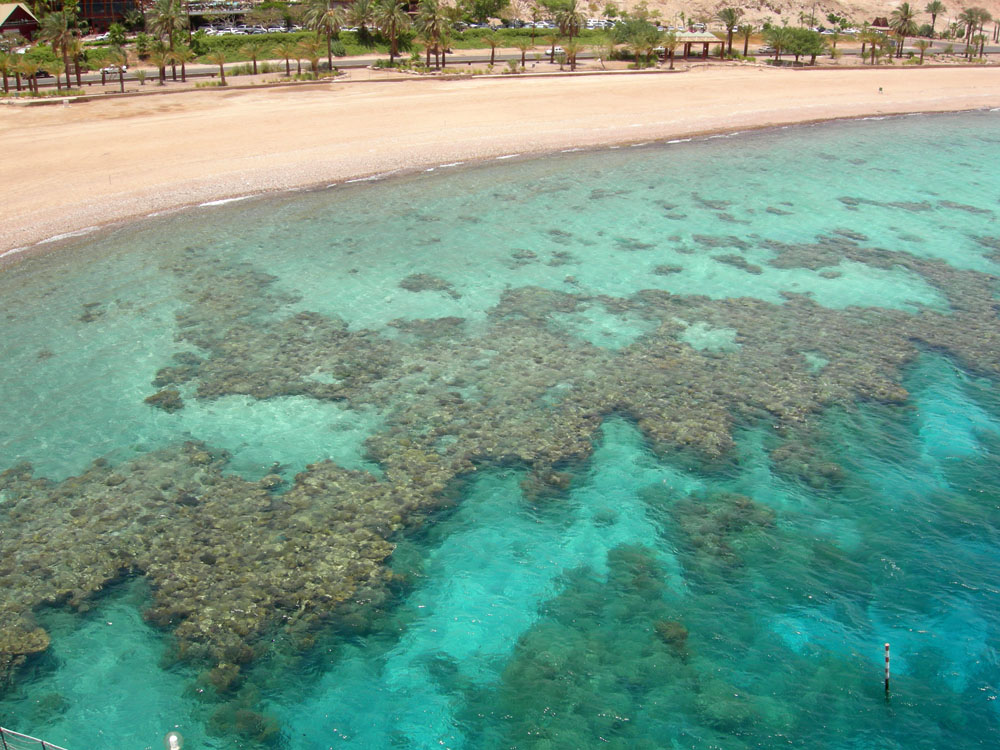
شاطىء بَحريّ من الشُعاب المرجانيّة.

يُقال أحيانًا أن أشكال الحياة على كوكب الأرض تمثل الغلاف الحيوي. وعمومًا يُعتقد أن الغلاف الحيوي قد بدأ في النشأة والتكوّن منذ حوالي 3.5 مليارات سنة. ويُعدّ كوكب الأرض المكان الوحيد في الكون الذي توجد عليه حياة. بل والأكثر من ذلك، يعتقد بعض العلماء أن الأماكن المناسبة للحياة مثل الأرض نادرة الوجود في الكون.
ينقسم الغلاف الحيوي إلى عدد من البيئات الحيوية التي يعيش فيها عدد كبير من النباتات والحيوانات المتشابهة. ومن العوامل الفاصلة بين البيئات الحيوية دائرة خط العرض وارتفاع اليابسة عن مستوى سطح البحر. وتخلو البيئات الحيوية الأرضية الموجودة في الدائرة القطبية الشمالية أو الدائرة القطبية الجنوبية أو المرتفعات العالية من أي شكل من أشكال الحياة سواء حيوانية أو نباتية بينما توجد أكبر مجموعة متنوعة من أشكال الحياة عند خط الاستواء.

### استغلال اليابسة والموارد الطبيعية
توفّر الأرض الموارد اللازمة للإنسان كي يستغلها في تحقيق أهداف مفيدة. وبعضٌ من هذه الموارد غير متجدد مثل الوقود المعدني، وتتسم هذه الموارد بعدم إمكانية استعادتها في فترة زمنية قصيرة.
وقد تم الحصول على كميات كبيرة من رواسب الوقود الحفري من قشرة الأرض التي تتكون من الفحم والنفط والغاز الطبيعي ومركبات غاز الميثان. وقد استخدم الإنسان هذه الرواسب لإنتاج الطاقة وكمادة خام للتفاعلات الكيميائية. وتتكون المواد الخام المعدنية أيضاً في قشرة كوكب الأرض من خلال عملية تكون ركاز أو معادن الأرض من تآكل طبقاتها وتحركات الألواح التكنونية الجيولوجية. وتعتبر هذه المواد مصادر غنية بالعديد من المعادن والعناصر المفيدة الأخرى.
يوفر الغلاف الحيوي على كوكب الأرض منتجات حيوية عديدة للإنسان، منها على سبيل المثال لا الحصر: الغذاء والخشب والعقاقير والأدوية والأكسجين وإعادة استغلال الكثير من النفايات والمخلفات العضوية. ويعتمد النظام البيئي القائم على اليابسة على وجود سطح التربة والماء النقي، أما بالنسبة للنظام البيئي الخاص بالمحيطات فيعتمد على العناصر الغذائية الذائبة التي جرفتها المياه من اليابسة. ويعيش الإنسان على اليابسة من خلال استخدام مواد البناء الأولية في تشييد مآوي مخصصة للسكن. وفي عام 1993، بلغت نسب استخدام الإنسان لليابسة ما يلي:
| أوجه استخدام لليابس | النسبة المئوية |
| ------------------- | -------------- |
| أراضي زراعية        | 13.13 %        |
| محاصيل دائمة        | 4.71 %         |
| مراعي دائمة         | 26%            |
| غابات               | 32%            |
| مناطق الحضر         | 1.5%           |
| استخدامات أخرى      | 30%            |

في عام 1993، كانت تقدر مساحة الأراضي التي تم ريها بحوالي 2.481.250 كم².

### المخاطر الطبيعية والبيئية
تتعرض مساحات كبيرة من الأرض لظروف مناخية قاسية مثل الأعاصير الحلزونية والزوابع المدارية والأعاصير الاستوائية. كما تتعرض أماكن كثيرة للزلازل والانهيارات الأرضية وموجات بحرية زلزالية (تسونامي) وانفجارات بركانية وأعاصير قمعية وتَكُّون منخفضات أرضية وعواصف ثلجية وفيضانات وجفاف وغيرها من الكوارث الطبيعية الأخرى.
بالإضافة إلى ذلك، تتعرض العديد من المناطق التي سكنها الإنسان لأنواع كثيرة من التلوث التي يتسبب فيها الإنسان نفسه مثل تلوث الهواء والماء والأمطار الحمضية وتَكُّون المواد السامة واختفاء الحياة النباتية بها (وذلك يرجع لأسباب عديدة، منها الرعي الجائر وقطع الغابات والتصحر) واختفاء الحياة البرية وانقراض بعض أنواع الحيوانات وتآكل التربة ونقص بعض العناصر المفيدة بها واستنزاف التربة وبدء ظهور الكائنات الدخيلة.
يتفق العلماء على وجود ارتباط وثيق بين أنشطة الإنسان والاحتباس الحراري مردّه زيادة انبعاثات ثاني أكسيد الكربون من المصانع ومن عوادم وسائل النقل المتزايدة، العاملة على المحروقات. يمتلك سكان الأرض، وعددهم نحو 6 مليارات نسمة الآن، نحو 500 مليون سيارة وحافلة كلها تصدر ثاني أكسيد الكربون وغازات مضرّة أخرى، وكلها تعمل على زيادة تلك الغازات وتراكمها في الجو. ومن المتوقع أن يؤدي هذا إلى تغيرات جسيمة على الأرض مثل ارتفاع درجة الحرارة وذوبان الأنهار الجليدية وذوبان جليد القارة القطبية الجنوبية، الأمر الذي من شأنه أن يؤدي إلى زيادة منسوب الماء في المحيطات والبحار مما يعني أن جزرًا لا حصر لها وجميع الأراض المنخفضة مثل هولندا سيكون مصيرها الغرق. كما يعمل التغير الشديدة في درجات الحرارة على زيادة شدة الأعاصير والزوابع، وزيادة نسبة الدمار المتولد عنها بالمقابل.

### الجغرافيا البشرية
| - أمريكا الشمالية - أمريكا الجنوبية - القارة القطبية الجنوبية | - أوروبا - أفريقيا | - آسيا - أوقيانوسيا |

تعتبر دراسة علم الخرائط والجغرافيا من بين العلوم التي تم تخصيصها على مر التاريخ لوصف الأرض. وقد ظهرت عمليات المسح (تحديد الأماكن والمسافات بينها) والملاحة (تحديد مواضع الأشياء واتجاهاتها) إلى جانب هذين العلمين ـ مما عمل على توفير معلومات دقيقة.
بلغ عدد سكان العالم في نوفمبر عام 2008 حوالي 6.740 مليار شخص.
وتوضح المؤشرات أن الكثافة السكانية العالمية ستصل عام 2013 إلى 7 مليارات، وفي عام 2050 سيرتفع هذا الرقم إلى 9.2 مليار. ومن المتوقع أن تكون معظم هذه الزيادة السكانية في الدول النامية. وتختلف الكثافة السكانية من مكان إلى آخر على مستوى العالم، ولكن تزداد بشكل ملحوظ في قارة آسيا. ومن المتوقع بحلول عام 2020 أن يعيش حوالي 60% من سكان العالم في المدن بدلاً من الأرياف.
علاوة على ذلك، من المحتمل أن تقل مساحة اليابسة إلى ثمن المساحة الحالية؛ أي لن يستطيع الإنسان أن يعيش إلا على هذه المساحة، ويرجع السبب في ذلك إلى أن ثلاثة أرباع سطح الأرض تغطيه المحيطات، بالإضافة إلى ذلك سيكون نصف اليابسة قد تحوّل إما إلى صحراء جدباء (14%)، والباقي سيظل عبارة عن مرتفعات وجبال (27%) أو تضاريس غير مناسبة ليعيش الإنسان عليها. أقصى المستعمرات البشرية شمالاً هي مدينة ألرت في جزيرة ألزماير في نونافات في كندا، (عند خط طول 82 درجة و28 دقيقة)، وأقصاها جنوبًا هو محطة أمندسن سكوت في القارة القطبية الجنوبية عند (90 درجة جنوبا).

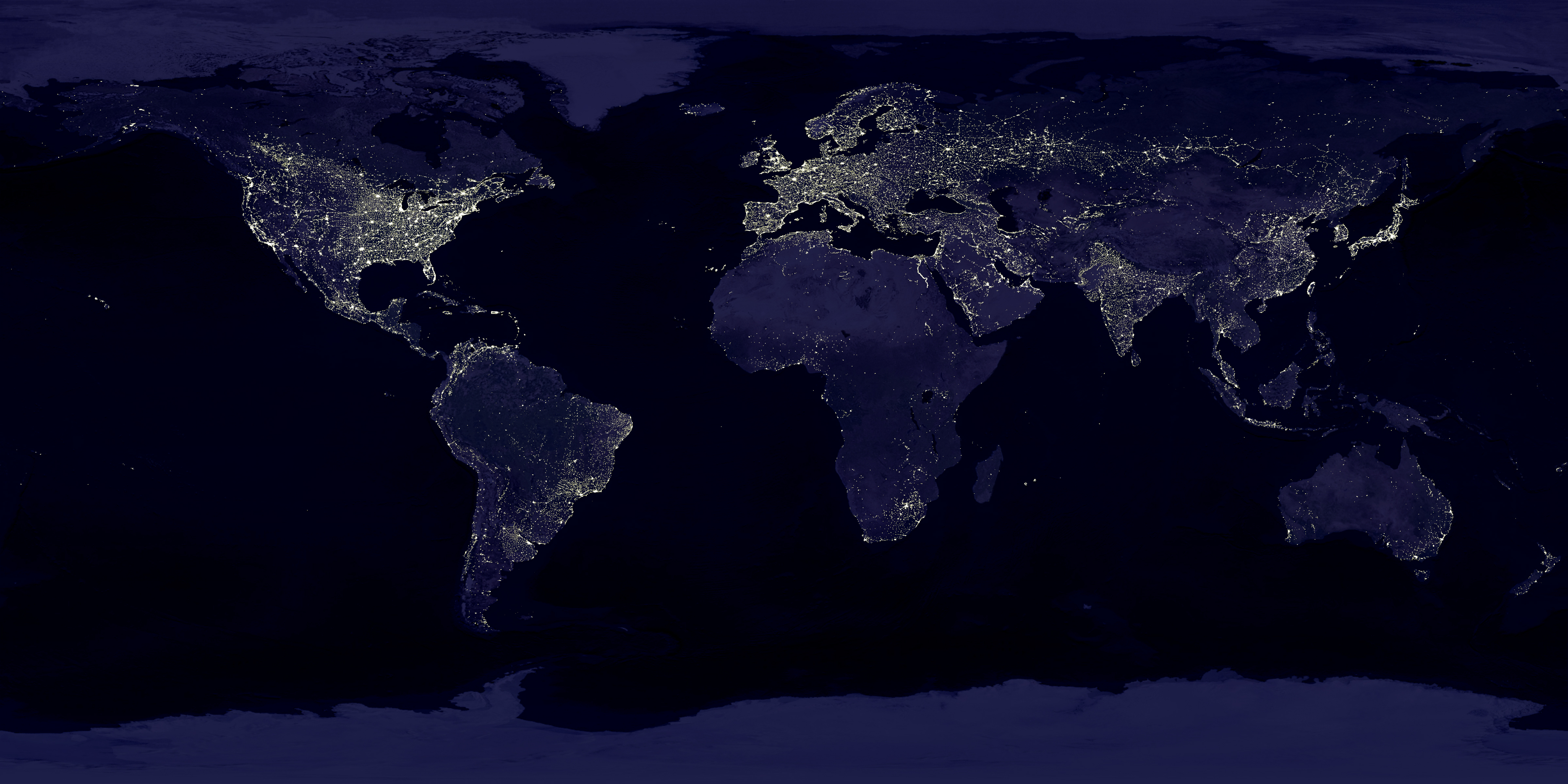
الأرض ليلاً، مجموعة بيانات توضيحية للأرض من DMSP/OLS في صورة تحاكي وقت الليل للعالم. إن معظم سمات هذه الصورة لا تعتبر أوضح مما ستظهر عليه للناظر العادي.

تشغل الدول المستقلة ذات السيادة كل اليابسة على كوكب الأرض، عدا بعض الأجزاء في القارة القطبية الجنوبية. وفي عام 2015، كان هناك 206 دولة ذات سيادة مستقلة بما فيها مائة وثلاثة وتسعون دولة عضو في الأمم المتحدة تشغل اليابسة، وبالإضافة إلى ذلك، هناك دولتين عضو مراقب في منظمة الأمم المتحدة؛ وحوالي 59 مقاطعة تابعة لدول وعدد من المناطق المستقلة ذات الحكم الذاتي وأراضي يختلف البشر على حكمها. ومن الناحية التاريخية، لم يحدث أن حُكمت الأرض من قبل حكومة واحدة مسيطرة على العالم بأسره على الرغم من نشوب العديد من الصراعات بين الدول من أجل السيطرة على العالم ولكن كل هذه المحاولات باءت بالفشل.
تعد الأمم المتحدة منظمة عالمية تعمل على فض النزاعات بين الدول وبالتالي تجنب نشوب صراعات مسلحة، ومع ذلك، فإنها لا تعتبر حكومة عالمية. وعلى الرغم من أن منظمة الأمم المتحدة تقدم وسيلة لتطبيق قانون دولي وبالرغم أنه أحيانًا ما تكون هناك موافقة بالإجماع من أعضائها على التدخل العسكري، فهي تعتبر في الأساس منتدى للدبلوماسية الدولية.
كان أول إنسان يدور حول الأرض هو يوري غاغارين في 12 إبريل عام 1961. وفي عام 2004، قام 400 شخص بجولات إلى الفضاء الخارجي ثم عادوا أدراجهم إلى مدار الأرض، وقد وطأت أقدام 12 شخصًا منهم سطح القمر. أما الأشخاص الذين يعيشون في الفضاء لفترة طويلة فهم العاملين في محطة الفضاء الدولية، ويتم تبديل طاقم المحطة الفضائية الذي يتكون من ثلاثة أفراد كل ستة أشهر. كانت أطول رحلة قام بها الإنسان إلى الفضاء الخارجي عام 1970 عندما قطع طاقم سفينة الفضاء أبولو 13، الذي يتكون من ثلاثة أفراد، مسافة 400.171 كم بعيدًا عن سطح الأرض.

## في الثقافة الإنسانية

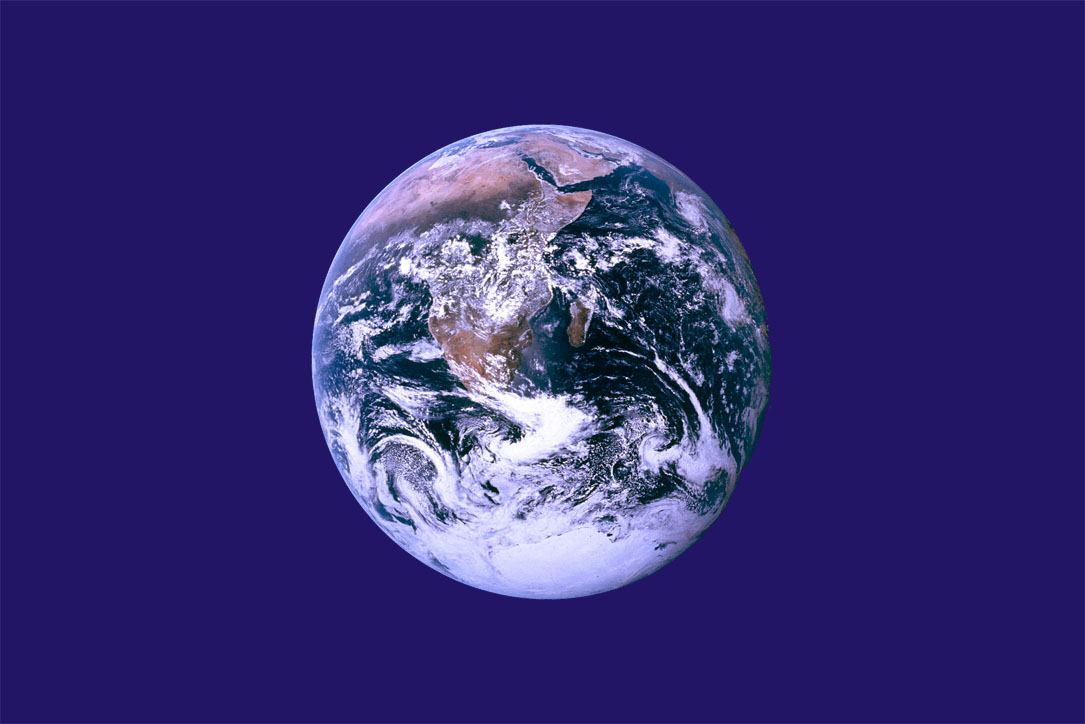
علم غير رسمي ليوم الأرض أنشأه جون مكونيل.

أول صورة لطلوع الأرض من القمر "Earthrise" على الإطلاق التقطها رواد فضاء أبولو 8.

يتكون الرمز الفلكي القياسي للأرض من صليب مُحاط بدائرة ، ويُمثل أركان العالم الأربعة.
اشتق اسم الأرض الإنجليزي "Earth" من كلمة "erda" وهي ذات أصل أنكلوساكسوني والتي تعني التربة أو السطح الذي نسير عليه. ثم حُرّفت الكلمة إلى "eorthe" في اللغة الإنجليزية القديمة، حتى وصلت إلى "erthe" في إنجليزية العصور الوسطى. والرمز الفلكي لكوكب الأرض هو خطان متقاطعان حولهما دائرة.
أما الكلمة العربية المستخدمة حالياً لوصف كوكب الأرض «الأرض» فهي مستخدمة في اللغة العربية منذ القرن الرابع الميلادي على الأقل، وقد ورد ذكرها في القرآن حوالي 444 مرة.
طورّت الثقافات البشرية العديد من وجهات النظر حول كوكب الأرض. غالبًا ما كان يتم رفع الأرض إلى مرتبة العبادة أو التقديس وجعلها آلهة. وفي كثير من الثقافات، كانت الآلهة الأم، المسماة أيضًا بالأرض الأم، تُصوَّر على أنها إلهة الخصوبة. وتذكر أساطير الخلق في العديد من الأديان قصة خلق الأرض بواسطة مجموعة من الآلهة ذوي القوى الخارقة. وتؤكد العديد من المجموعات الدينية في الديانتان المسيحي والإسلام، أن التفسيرات المختلفة لكيفية خلق الأرض المذكورة في الكتب المقدسة حقيقة فعلية وينبغي اعتبارها متماشية مع اكتشافات العلم الحديث أو استبدالها بالتفسيرات العلمية التقليدية المتعلقة بتكون الأرض وأصل الحياة عليها وتطورها. وتعارض المجتمعات العلمية والجماعات الدينية الأخرى مثل هذه التفسيرات. ومن أشهر الأمثلة البارزة على ذلك الجدل المثار حول نشأة الخلق.
كان يُعتقد قديمًا أن الأرض مسطحة، ولكن هذا الاعتقاد تبدل وحل محله الاعتقاد في كروية الأرض بسبب ملاحظات العلماء والدوران حول الأرض. ولقد تغيرت نظرة الإنسان إلى الأرض كثيراً بعد غزوه للفضاء الخارجي وقيامه بالعديد من الرحلات حولها، وأصبح يتم النظر إلى طبقة الغلاف الحيوي من منظور عالمي متكامل. وهذا ينعكس على التحرك البيئي المتزايد المعني بمدى تأثير الإنسان في كوكب الأرض. وقد وقع في هذا السياق، إنشاء يوم عالمي للأرض يستهدف نشر الوعي والاهتمام ببيئة الكوكب.

### معلومات
1. ↑  في عام 2007، لوحظ أن هناك بخار ماء في الغلاف الجوي لأحد الكواكب الموجودة خارج المجموعة الشمسية، وكان ذلك في الكوكب العملاق الغازي (وأحيانًا يطلق عليه الكوكب المشتراوي).
2. ↑  تحوي هذه المقالة معلومات مترجمة من الطبعة الحادية عشرة لدائرة المعارف البريطانية لسنة 1911 وهي الآن ضمن الملكية العامةarticle  "Petrology".
3. ↑  يتفاوت سُمك الغلاف الحجري أو الصخري، محليًا ما بين 5 و 200 كم.
4. ↑  يتفاوت سُمْك القشرة الخارجية للأرض ما بين 5 و 79 كم.
5. ↑  وهذا هو القياس الذي تم تسجيله فعليًا
6. ↑  وتقدر نسبة المياه المالحة للمحيطات بحوالي 97.5%، بينما تقدر نسبة المياه العذبة بحوالي 2.5%. وحاليًا تتمثل أغلب المياه العذبة، التي تصل نسبتها إلى 68.7%، في شكل ثلوج